# Musée de l'Armée (Paris)
Pour les articles homonymes, voir Musée de l'Armée.
Le musée de l'Armée est un musée national français situé dans l'hôtel national des Invalides dans le 7e arrondissement de Paris. Le musée de l'Armée est un musée d'histoire dont la vocation est de présenter l'histoire des conflits sous le prisme de l'histoire militaire de la France.

## Histoire

### Origine

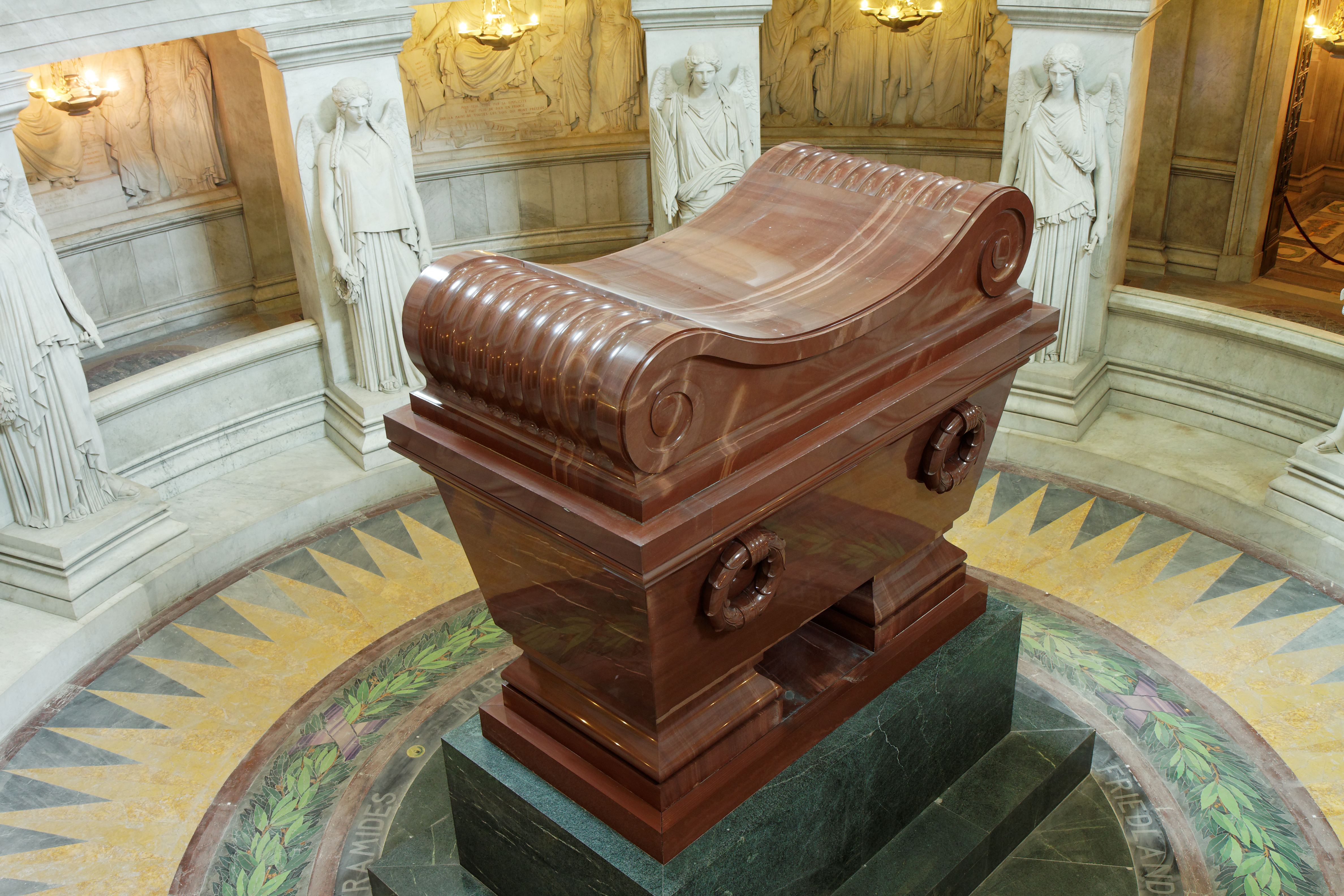
Tombeau de à l’intérieur de l’église du Dôme.

Le musée fut créé en 1905 par la fusion du musée d’Artillerie et du musée historique de l’Armée qui étaient tous deux déjà situés dans l’hôtel des Invalides.
- Le musée d’Artillerie est créé sous la Révolution et fut installé aux Invalides en 1872. Il a été constitué sur deux collections d’armement : la collection du garde-meuble de la Couronne et la collection des princes de Condé. Sont venus s’y ajouter des fonds provenant du Louvre, de l’artillerie de Vincennes, du château de Pierrefonds (la collection d'armure de Napoléon III) et des acquisitions ou dons (ex: le général Vanson, le Prince de la Moskova petit fils du maréchal Ney).
- Le musée historique de l’Armée fut créé en octobre 1896 par la société privée La Sabretache, sous un décret présidentiel, dans l'Hôtel des Invalides aux côtés du musée de l’Artillerie qui était alors installé sur l’aile occidentale du bâtiment principal[1]. Le peintre Édouard Detaille, qui la présidait, possédait ses propres collections et voulait créer un musée militaire similaire aux salles rétrospectives de l’Exposition universelle de Paris de 1889 du palais du Trocadéro.

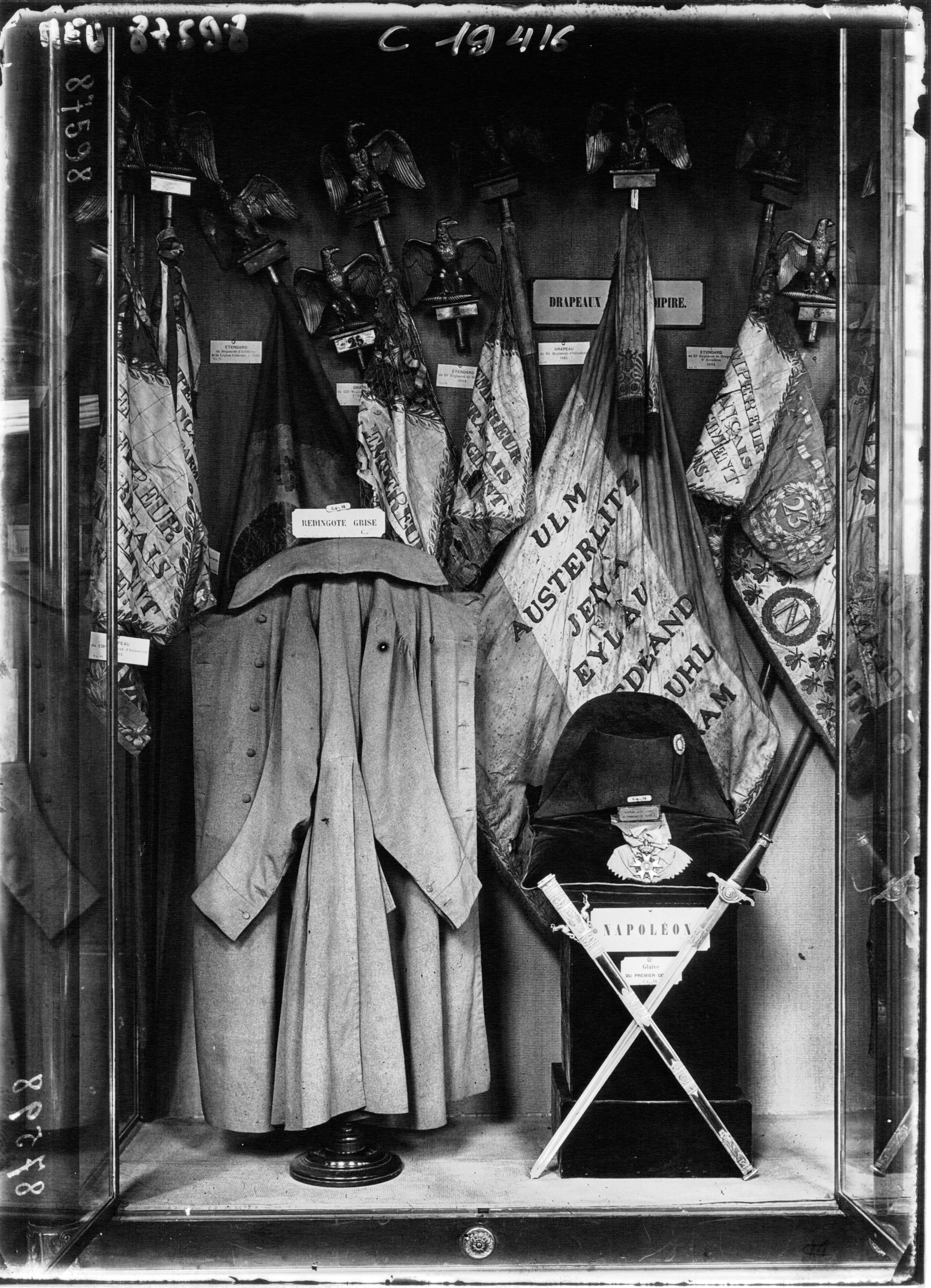
Souvenirs napoléoniens, galerie ancienne vers 1900.

- À l'époque, les collections étaient alors installées et réparties en deux sections :
  - La Section des armes et armures, qui comportait la galerie Joffre (fortifications et tranchées), la salle Kléber (collections orientales), la salle Massena (infanterie), la salle Richelieu (armes de luxe), la salle Douay (infanterie coloniale et armements étrangers), la salle Murat (cavalerie), la salle Margueritte (cavalerie d’Afrique, artillerie et harnachement), la salle Gribeauval (artillerie), la galerie Pétain (Souvenirs de la Grande Guerre, drapeaux pris aux Allemands) et la galerie Foch (souvenirs des armées alliées).
  - La Section Historique, qui comportait la salle Turenne ou “salle des Drapeaux” (s’y trouvaient plus de 700 drapeaux ou étendards); la salle Bugeaud (collection Detaille : tableaux, costumes militaires, armes), la salle Louis XIV (costumes et souvenirs de l’ancienne monarchie), la salle Napoléon, la salle La Fayette, la salle d’Aumale (campagnes coloniales), la salle Mac Mahon (guerres de 1825 à 1870), la salle Chanzy (1870 à 1914), la salle des médailles, la salle Charlemagne (collection d’uniformes grecs et romains et des Gaulois), la salle d’Assas, la salle La Tour d’Auvergne. (à noter que la marine est très peu représentée ce qui est toujours le cas de nos jours).

Pendant la première Guerre mondiale le musée de l'armée ne ferme pas ses portes. Il va, lors du conflit et après, s'enrichir drastiquement avec des objets de la grande guerre, mais aussi avec des objets provenant de la guerre franco-allemande de 1870. Des trophées de guerre comme des drapeaux de régiments prussiens sont présentés dans la cour des invalides.
En 1940, face à l'avancée allemande le directeur du musée Augustin Eugène Mariaux, comme d'autre musées parisiens tel le musée du Louvre, décide d'envoyer les pièces les plus précieuses en province et les fait charger dans des camions. Les camions partent le 12 juin 1940 : ils seront attaqués par des Junkers Ju 87, puis abandonnés près d'Étampes. Parmi les objets qui devaient être sauvés se trouve un morion saxon qui garde les traces de cette journée,,. Se trouve aussi les reliques de Napoléon 1er. Se sont des soldats allemands qui retrouvent les camions et en avertissent l'hôpital d'Etampes. Les objets sont ramenés à Paris. Le 14 juin 1940 les allemands entrent dans Paris : l'une des premières choses qu'ils vont faire sera d'aller chercher les drapeaux pris lors de la première guerre mondiale. Par la suite, les occupants vont envoyer des experts comme Alenxander von Reitzenstein qui va faire un inventaire des objets germaniques à rapatrier. Parmi eux, on trouve des canons comme le Vogel greif (le griffon), le plus long canon en bronze du monde, des masses d'armes, des uniformes et également les reliques de Napoléon qui sont tous envoyés en Allemagne. Le Volgel greif part dans sa ville d'origine, Coblence. Quand l'armée rouge entre dans Berlin, une partie des canons sont fondus. Le musée de l'Armée ne désespère pas et envoie des équipes les rechercher. De nos jours, presque tous les objets ont été récupérés, même si certains furent détruits et que d'autres existent toujours et se trouvent probablement en Russie (cette période a fait l'objet d'un documentaire qui n'est plus disponible aujourd'hui et qui a été fait par Public Sénat). Après la guerre, l'armée rouge offre deux obusiers, les plus gros du Premier Empire qui avaient été pris par les Prussiens et qui trônaient devant l'arsenal ; ils sont aujourd'hui dans la cour des Invalides. Après la guerre, ce fut le temps des réconciliations franco-allemandes. Le Volgel greif, qui avait repris le chemin de Paris après la seconde Guerre mondiale, fit l'objet d'une demande de restitution : la France le renvoya en Allemagne. L'Allemagne offrit le Drôle, un canon français pris à la bataille de Leipzig par les Prussiens.

### Le Musée de l'Armée hors les murs
- Musée national de la Marine est dépositaire dans ses parcours dédié à la marine de guerre d'un certain nombre d'objets provenant du musée de l'Armée. C'est le cas de canon de marine exposé au musée national de la Marine de Paris depuis sa réouverture.

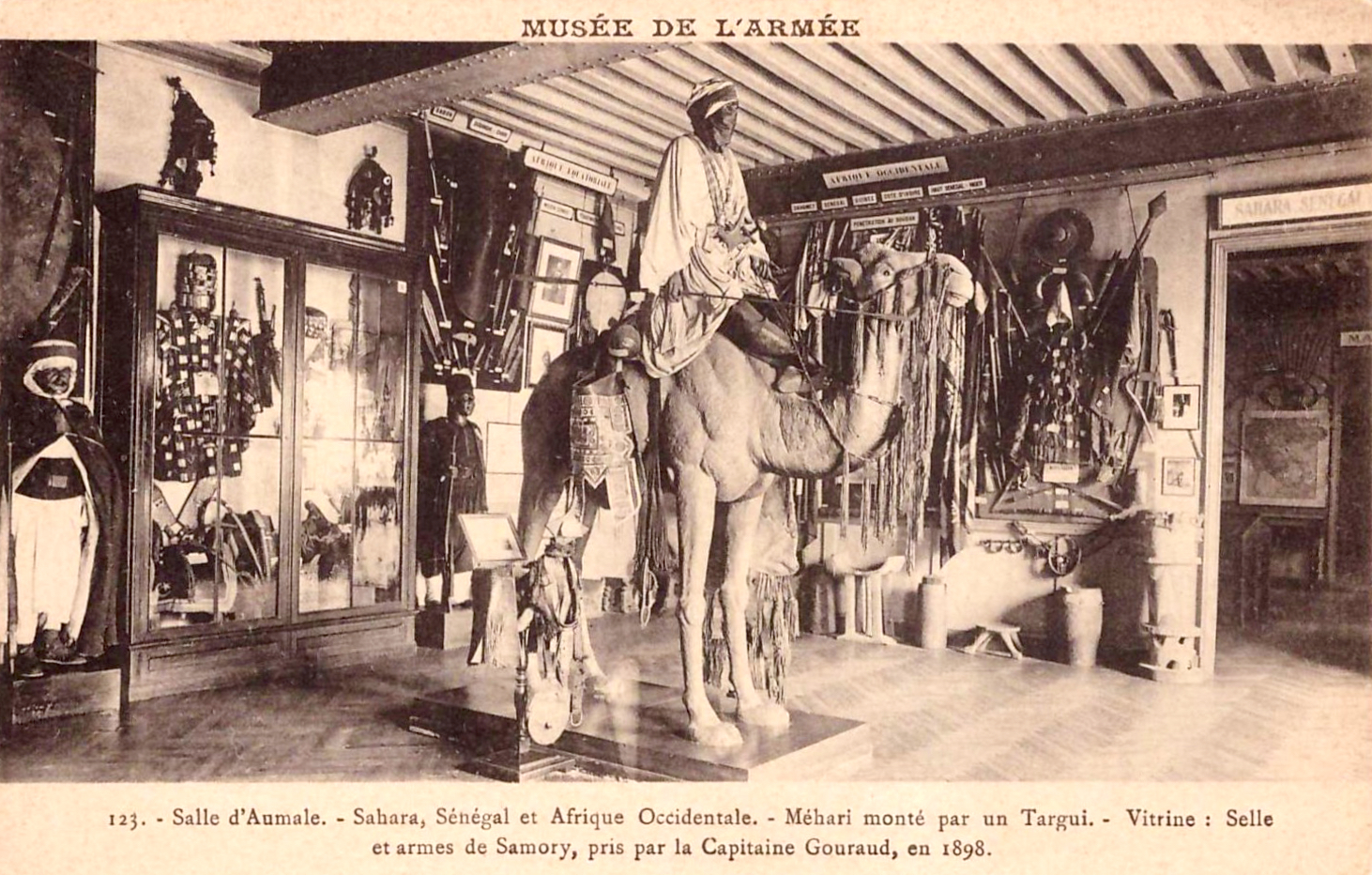
Salle d'Aumale - Sahara, Sénégal et Afrique occidentale. Méhari monté par un Targui. Vitrine: Selle et Armes de Samory, pris par le Capitaine Gouraud, en 1898.

- Salle d'Aumale - Sahara, Sénégal et Afrique occidentale. Méhari monté par un Targui. Vitrine: Selle et Armes de Samory, pris par le Capitaine Gouraud, en 1898.Le château de l'Empéri est dépositaire depuis 1967 de la collection Raoul et Jean Brunon vendue à l'État cette même année. Exposée dans 25 salles, la collection est un des principaux affectataires du lieu. La collection est une des plus importantes et des plus riches au monde concernant l'armée française du règne de Louis XIV à la Grande guerre. La présentation est restée celle que Jean Brunon a connu, car il fut directeur de cette antenne du musée en région.
- Le musée de la cavalerie (Saumur) est dépositaire de certains uniformes prêtés par le musée de l'armée.
- Le musée de l'armée prête a un certain nombre de musées régimentaires ou d'institutions civiles et militaires des objets de ses collections.

### Plan de rénovation ATHENA
- À partir de 1994, le musée fit l’objet de différents aménagements réalisés par l’architecte Christian Menu, puis à partir de l’an 2000 de l'important plan de rénovation ATHENA (Armes, Techniques, Histoire, Emblématique, Nation, Armée), avec la réouverture du département Armes et armures anciennes en 2005, celle du département des deux guerres mondiales entre 2003 et 2006 et celle du département moderne (De Louis XIV à Napoléon III) en 2010[8].[réf. souhaitée]
- L'historial Charles-de-Gaulle, commandé par le musée et la Fondation Charles-de-Gaulle aux architectes Alain Moatti et Henri Rivière[9], fut inauguré le 22 février 2008 et rénové le 10 novembre 2020. Il s’articule autour d’une salle multi-écrans qui commence par la diffusion d’un film d’archives biographique de 25 minutes en plusieurs langues. L’exposition se poursuit dans un espace multimédia et interactif dans lequel le visiteur, muni d’un audioguide, découvre la vie du Général de Gaulle à travers 400 documents audiovisuels[10].Sous-Officiers des Chasseurs à cheval et des Gardes d'honneur au musée de l'Emperi.

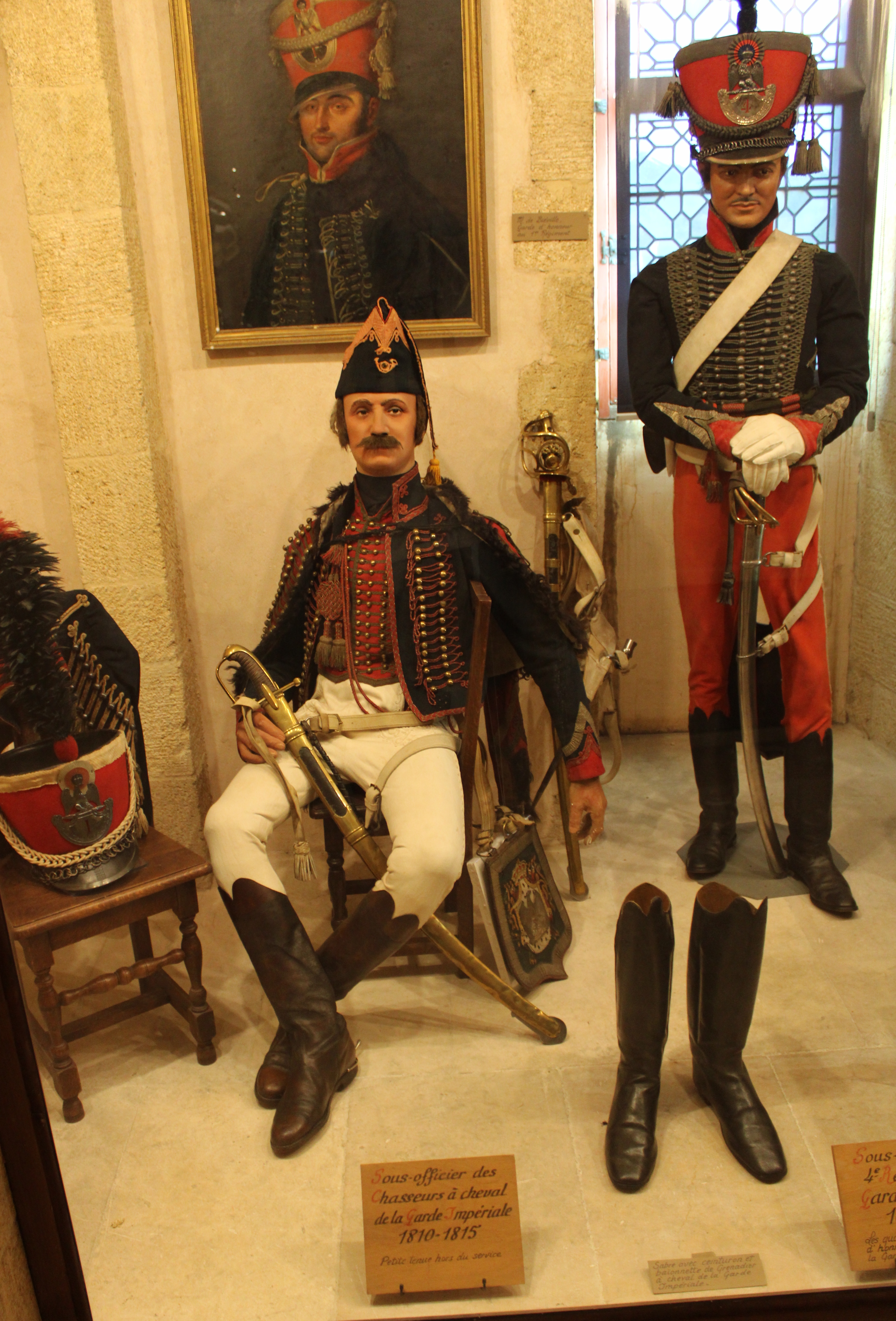
Sous-Officiers des Chasseurs à cheval et des Gardes d'honneur au musée de l'Emperi.

- Le 16 novembre 2015, le musée de l’ordre de la Libération a été totalement réhabilité par Benjamin Mouton, architecte en chef des monuments historiques, et la muséographie entièrement repensée par Philippe Maffre et Marion Rivolier de l'agence [MAW][11].
- Le 17 décembre 2015 a ouvert une nouvelle section permanente au sein du musée, les Cabinets Insolites, consacrés dans une première partie aux figurines militaires (5 000 petits soldats de carte, plomb, étain et plastique sur un total de 140 000) et aux modèles d’artillerie (l’une des plus importantes collections au monde, comprenant 1 000 pièces du XVIe siècle au XIXe siècle) et dans une autre partie aux instruments de musique militaire, choisis parmi les 350 de la collection et les 30 déposés par le musée de la musique[12].

Le 10 mai 2016, le musée de l’Armée a lancé une opération de financement participatif dans le but de restaurer Vizir, le seul cheval naturalisé de Napoléon Ier, qui était exposé depuis le 7 mars 1904 dans le département moderne (De Louis XIV à Napoléon III). Après un mois de restauration, la monture a retrouvé son emplacement d’origine dans une nouvelle vitrine à atmosphère contrôlée pour mieux la préserver.
La salle des deux guerres mondiales fut restaurée pendant six mois en 2023 afin de présenter de nouveaux multi-média ainsi que de nouvelles vitrines traitant de la situation au Proche-Orient et Europe de l'Est post Première Guerre mondiale. Les soldats de la marine ont aussi eu une plus grande place dans le musée.

### Projet 2024-2028

#### Extension
Une extension des collections permanentes est prévue en deux temps. En 2024, les espaces d’accueil (ceci étant déjà fait) et d’expositions temporaires, seront reconfigurés avec la création de lieux consacrés à l’histoire du site, ainsi qu’à l’actualité des engagements militaires français ; tandis qu'un nouveau bâtiment de réserves sera aménagé en banlieue. Ouvert en juillet 2024, la salle consacrée à l'histoire du musée qui autrefois accueillait des mannequins montés, présente des chefs-d'œuvre de l'histoire des invalides.

#### Parcours sur la Guerre froide
Le second volet démarrera en 2025 et concernera la création d'un nouveau parcours consacré à l’histoire militaire de l’après 1945 et à la Guerre froide jusqu’à la période consécutive à la chute du rideau de fer.

#### Parcours sur l'histoire coloniale

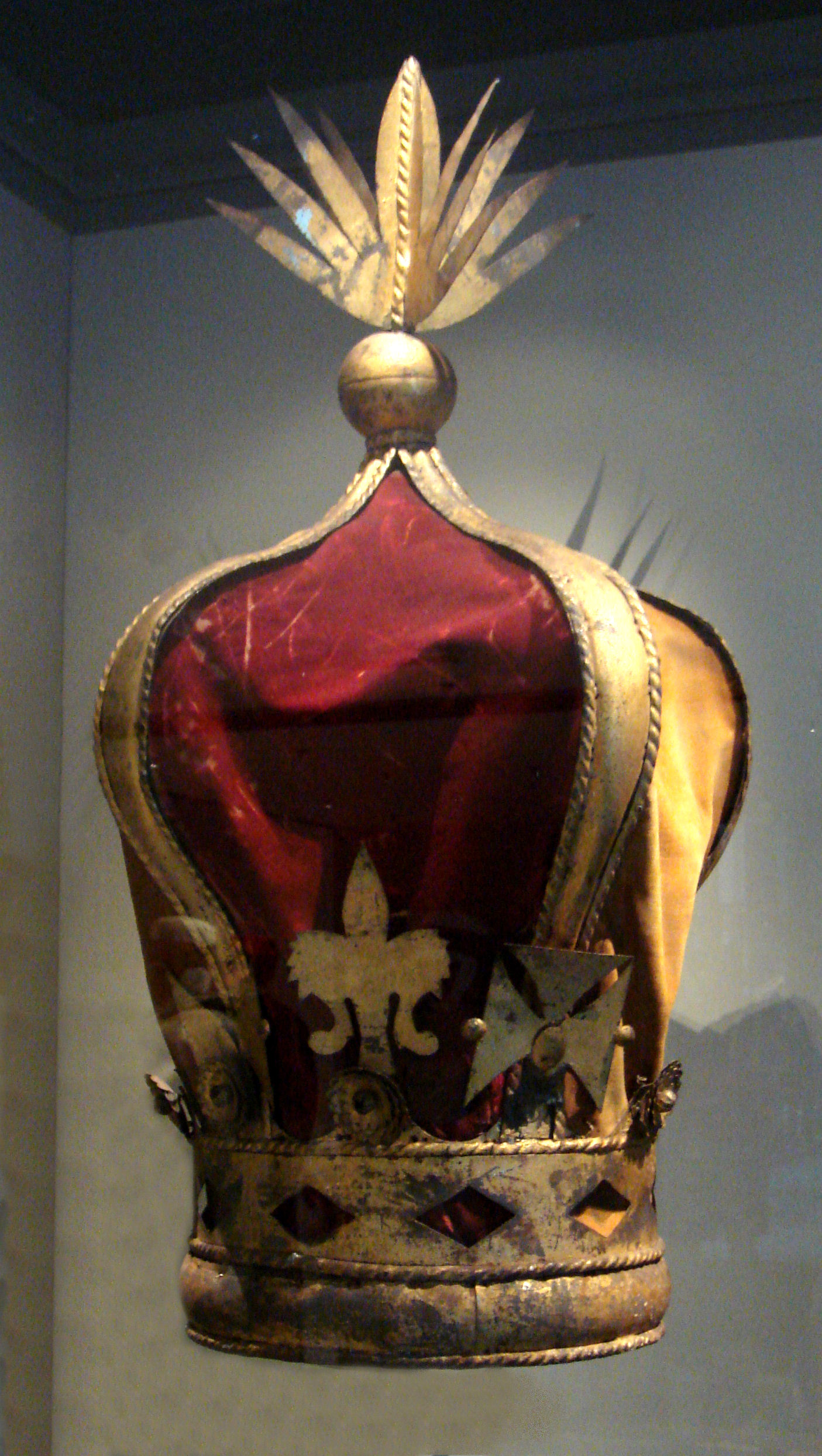
La couronne décorative de la reine Ranavalona III, restituée en 2020 à la République de Madagascar.

Dans l'objectif d’« apaiser les mémoires » divergentes des anciens colonisateurs et des colonisés, de refermer les blessures encore ouvertes et « de raconter le passé sans glorification ni repentir », le musée a entamé un inventaire de ses collections afin de connaître la provenance exacte des objets arrivés en France à la suite de pillages ou de transactions douteuses durant la période coloniale.
Après inventaire de ces 2 200 artéfacts, un parcours intitulé “Colonisation, décolonisation : une histoire en partage” et élaboré avec des historiens et des spécialistes des pays qui ont été colonisés, il retracera le passé commun de la France et ses colonies en prenant en compte tous les points de vue.

## Les parcours de visite et les collections
L'hôtel national des Invalides héberge, sur ses 15 hectares, 3 musées qui cohabitent avec l'hôpital militaire toujours en activité.
Le musée de l'Armée occupe les ailes Est et Ouest autour de la cour d’honneur ainsi qu'une aile à l’ouest de l’église Saint-Louis et l’historial Charles de Gaulle une construction souterraine sous la cour de la Valeur, soit 40 % des bâtiments et une surface de près de 11 000 m2 augmentée de 600 m2 pour les expositions temporaires.
Les collections du musée de l’Armée présentées au public couvrent actuellement l’histoire de France, de la Préhistoire à la Seconde Guerre mondiale. Elles sont réparties au sein de six grands espaces chrono-thématiques :
- Le département ancien, Armes et Armures anciennes XIIIe – XVIIe siècles, collection antique, médiéval, asiatique et orientale, dont la collection est la 3e en importance au monde, exposé sur 2 500 m2;
- Le département moderne, couvrant la période de Louis XIV à Napoléon III, période 1643–1870 ;
- Le département contemporain, les deux guerres mondiales, période de 1914 à 1945 ;
- Le département artillerie chargé des canons (comme le Saint-Gilles), petits modèles, munitions et instruments techniques d'aide au tir ;
- L’historial Charles de Gaulle, espace multimédia de 2 500 m2 qui retrace la vie et l’œuvre de Charles de Gaulle, principalement avec des documents audiovisuels ;
- Le Dôme des Invalides, Il abrite le tombeau de Napoléon Ier depuis 1840, ainsi que les mausolées de Vauban et Turenne, les sépultures de Napoléon II dit l’Aiglon, de Joseph et Jérôme Bonaparte, des généraux Bertrand et Duroc, ainsi que celles des illustres maréchaux Foch et Lyautey (pour les sépultures visibles au public).
- La cathédrale Saint-Louis des Invalides, église des soldats, sa voûte est ornée des trophées militaires de la France. Elle abrite le caveau des Gouverneurs où reposent de nombreux gouverneurs des Invalides, des maréchaux de France, et de grands chefs militaires.

## Galerie

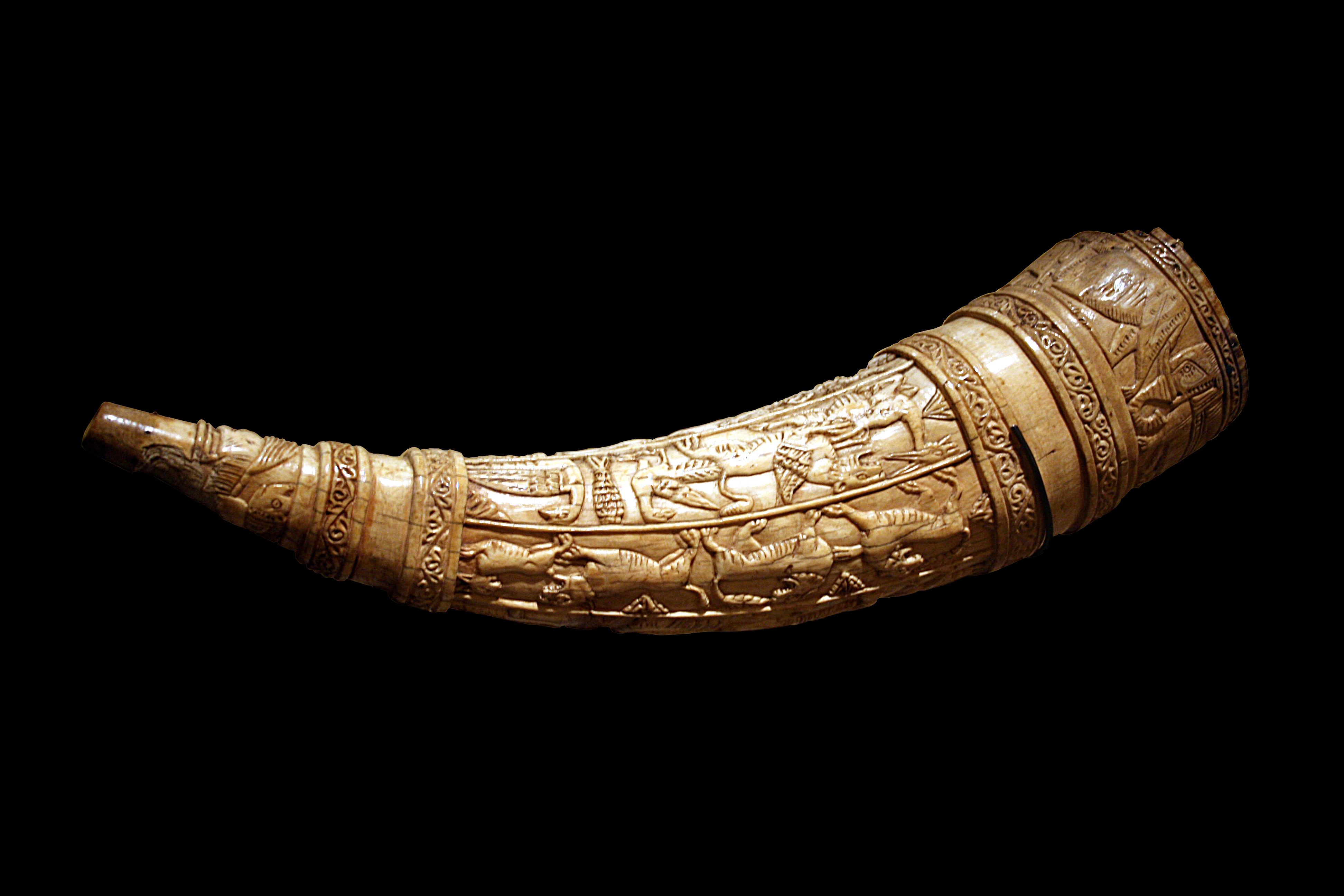
Olifant en ivoire (circa. 1200, Italie)[17].
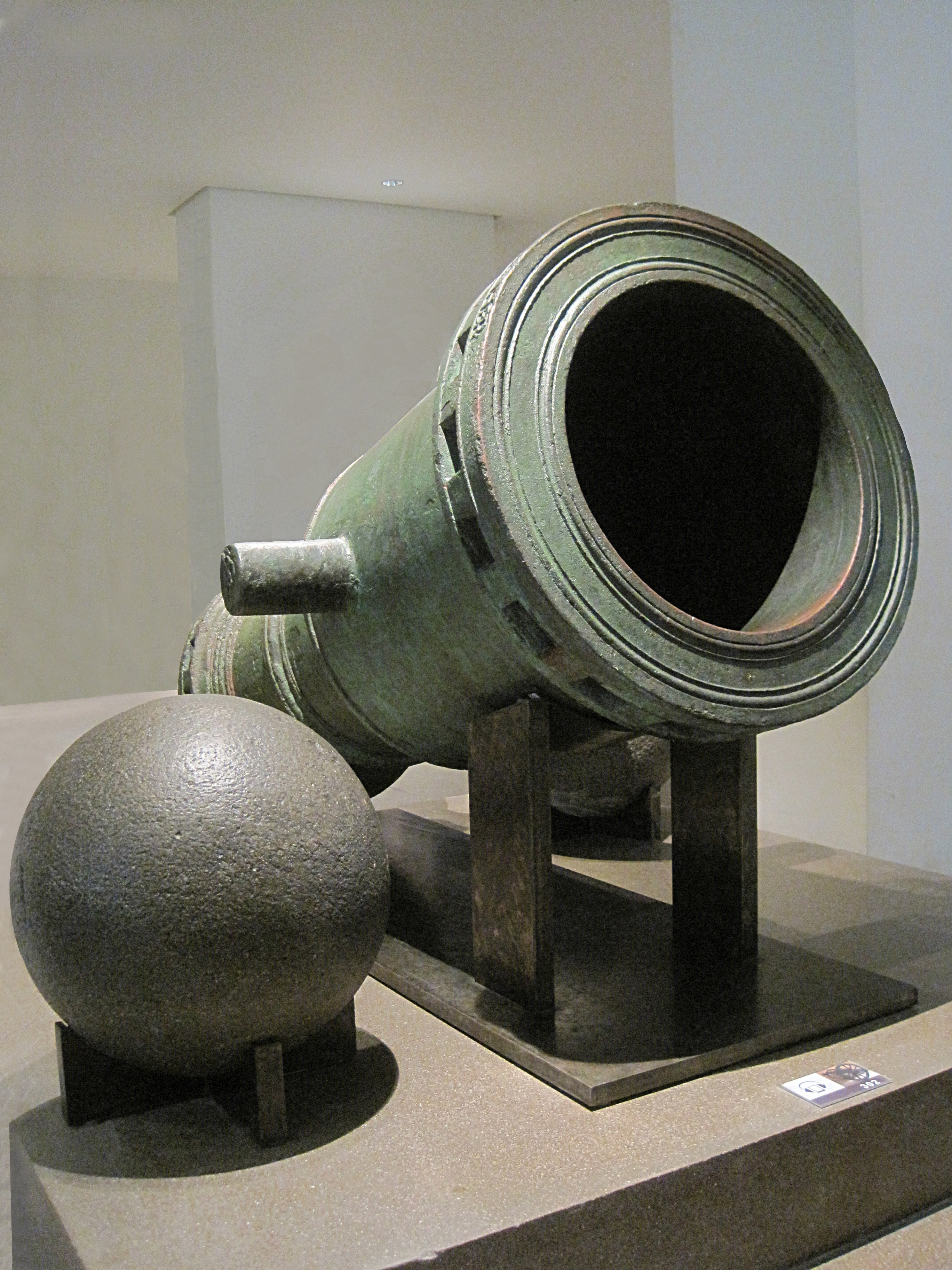
Bombarde-mortier d'Aubusson, la plus importante connue au monde (fin XVe siècle)[18].
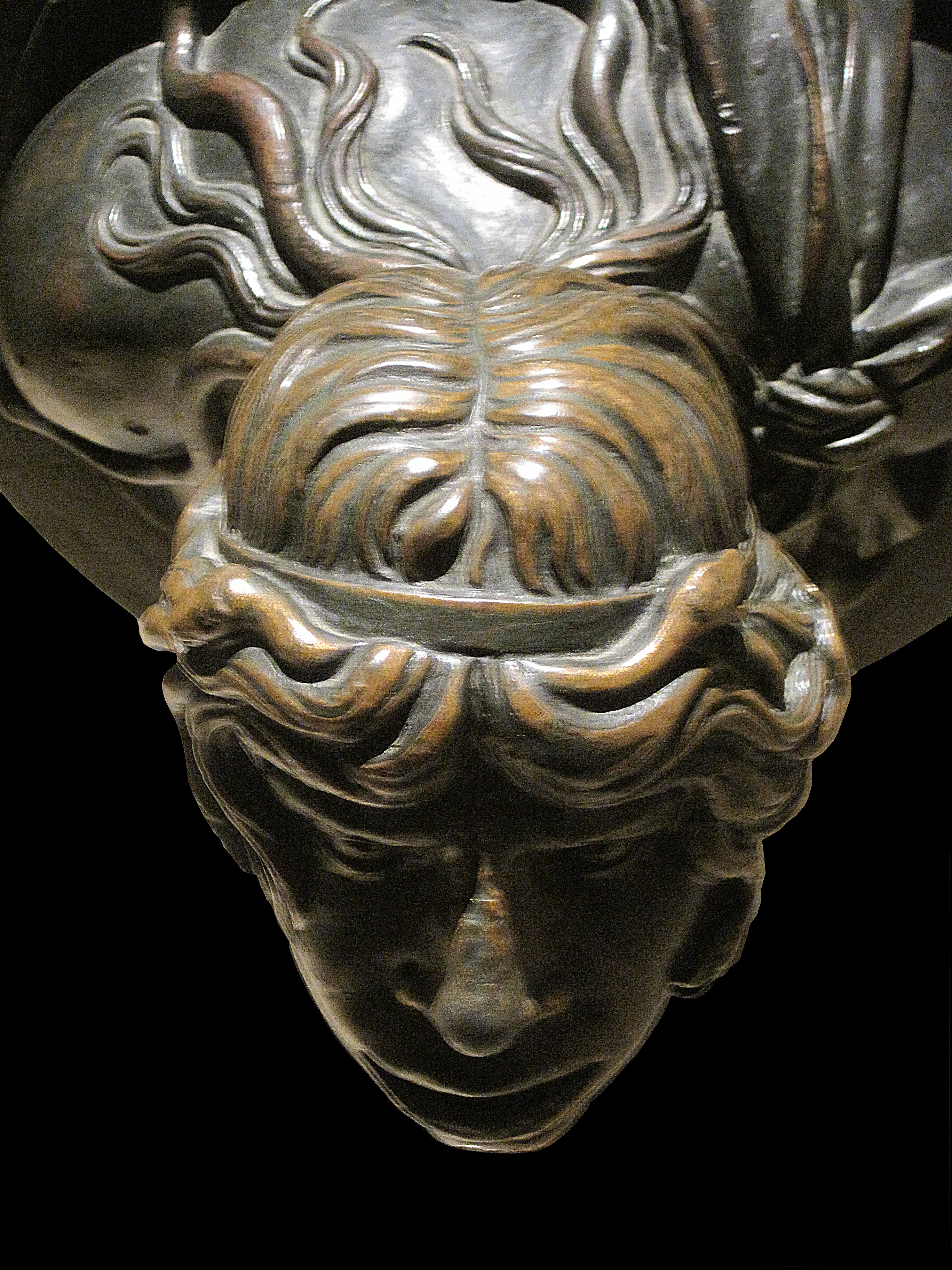
Tête féminine ornant la culasse du canon en bronze dit du cardinal Richelieu (1630)[19].
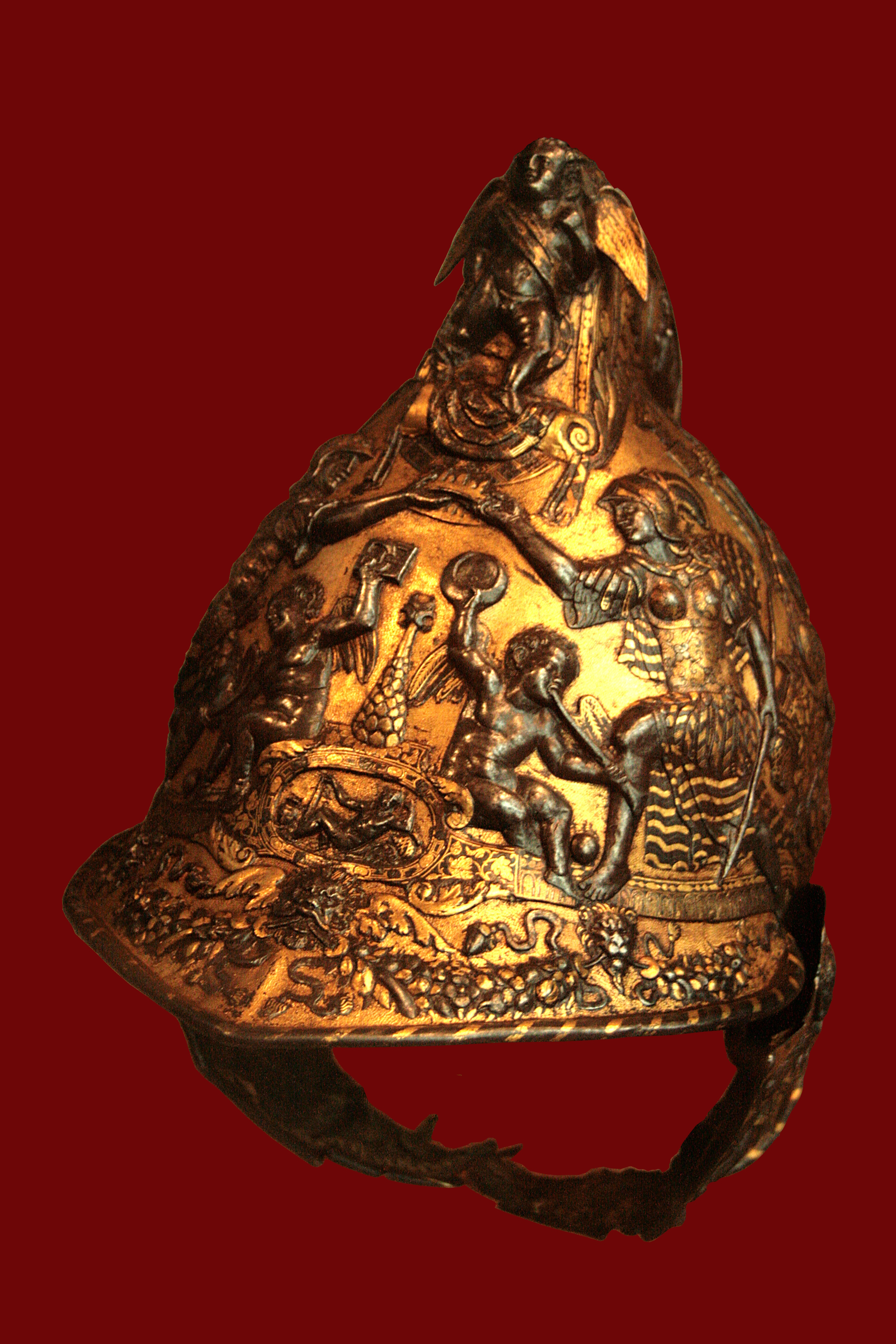
Bourguignotte du roi Henri II (vers 1550)[20].
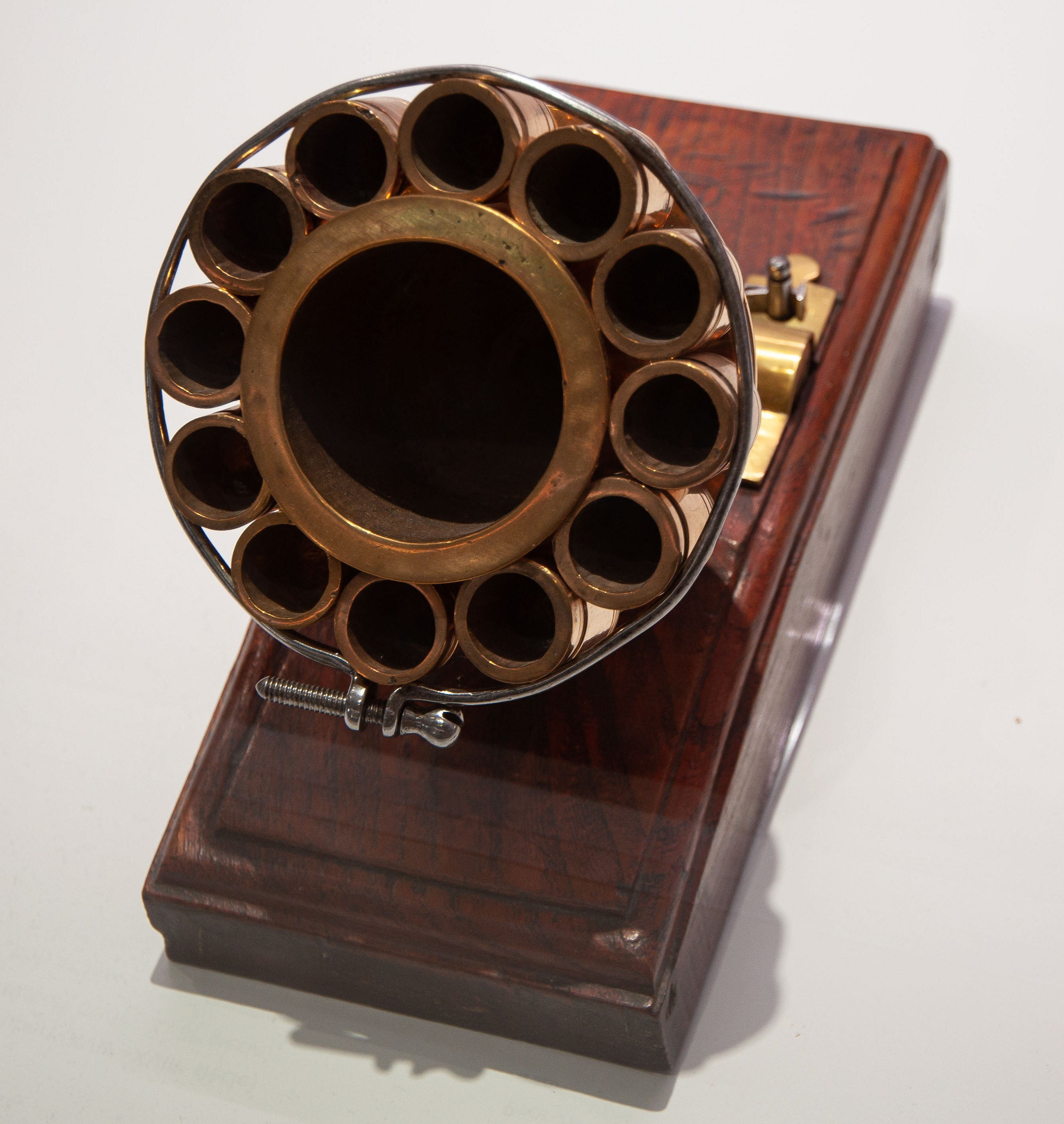
Modèle réduit de mortier à âmes multiples (17e siècle)
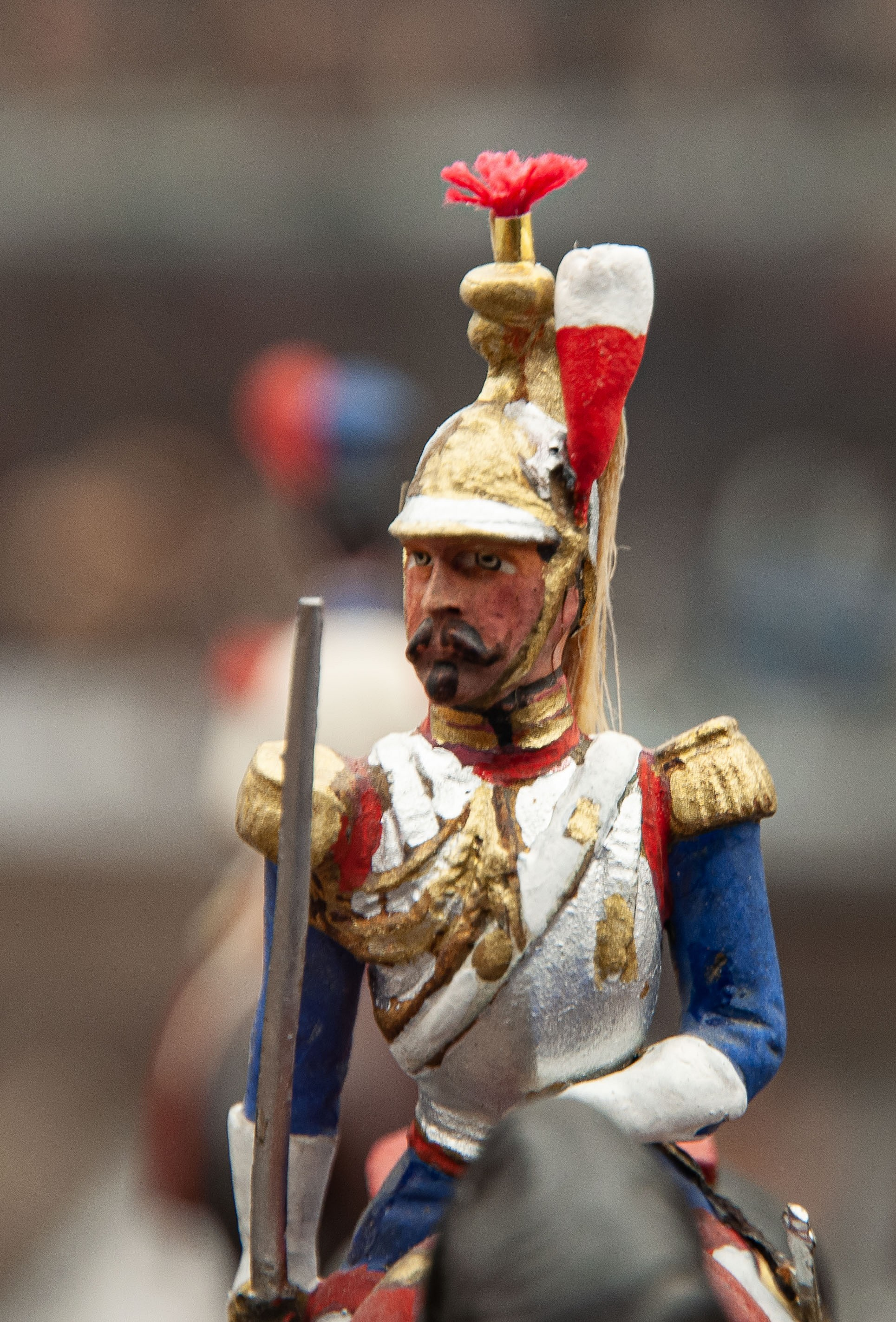
Cent-gardes, figurine.
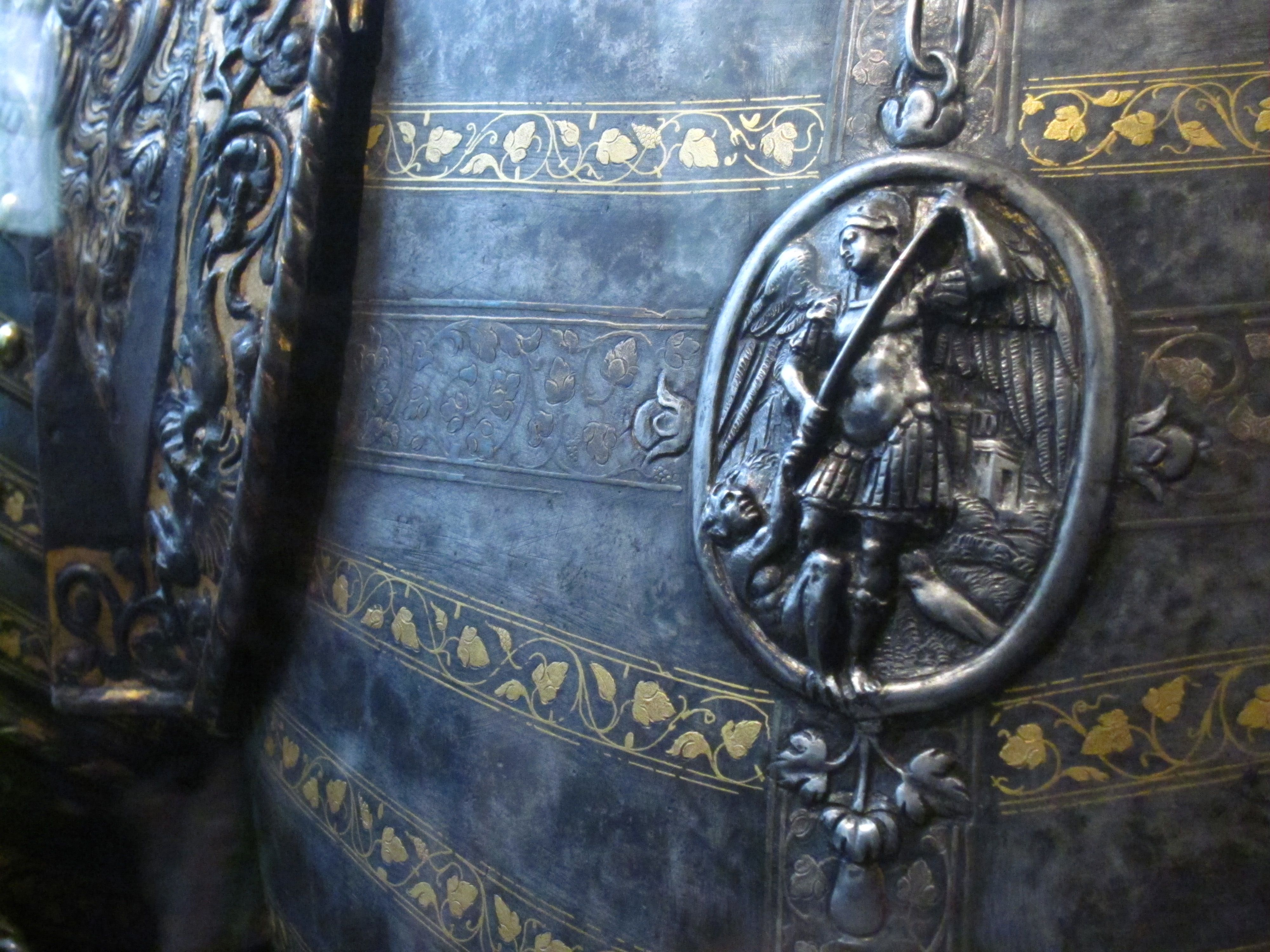
Détail de l’armure aux lions de François Ier (vers 1540-1545)[22].
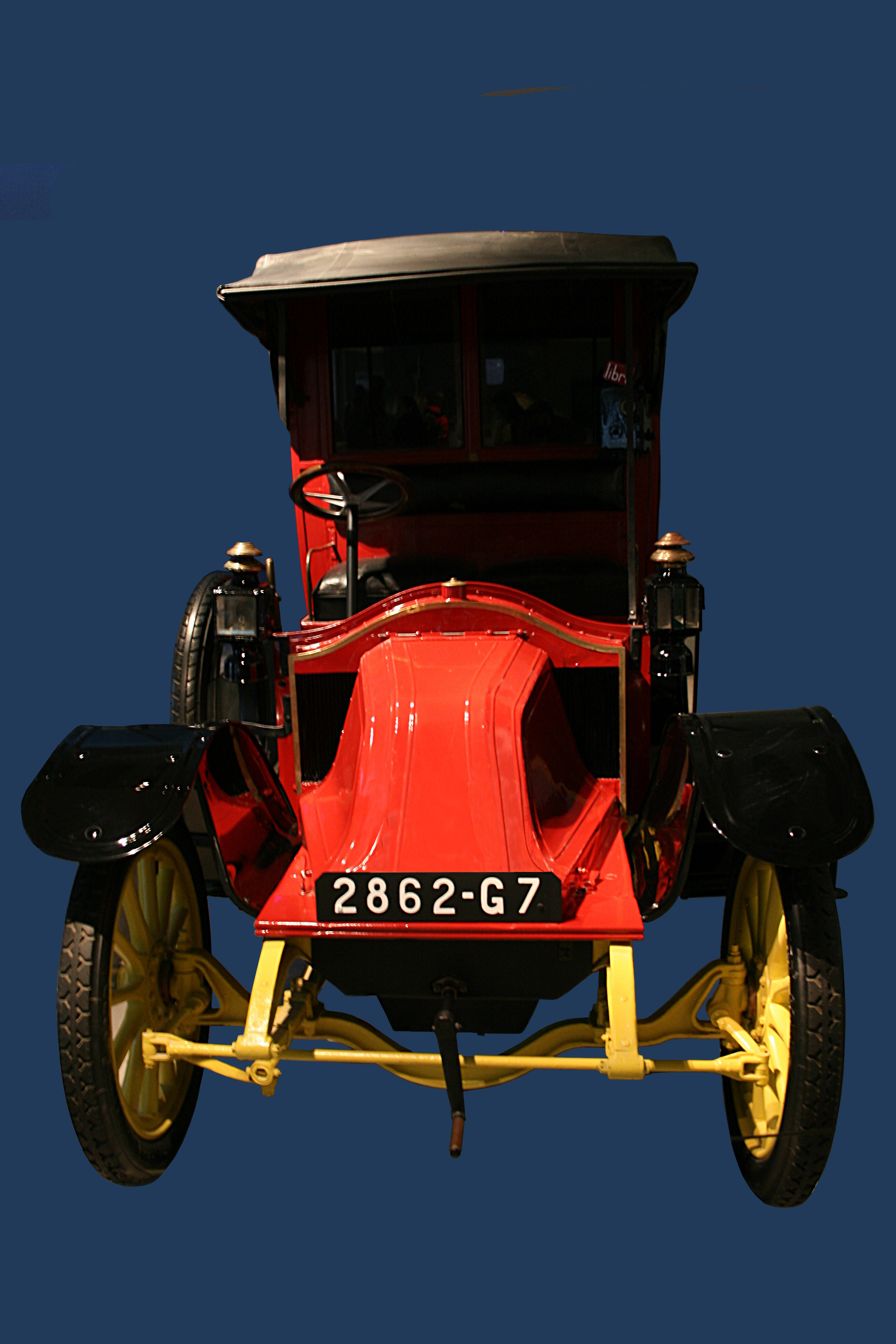
Taxi de la Marne, Renault AG-1 (G-7)[23].
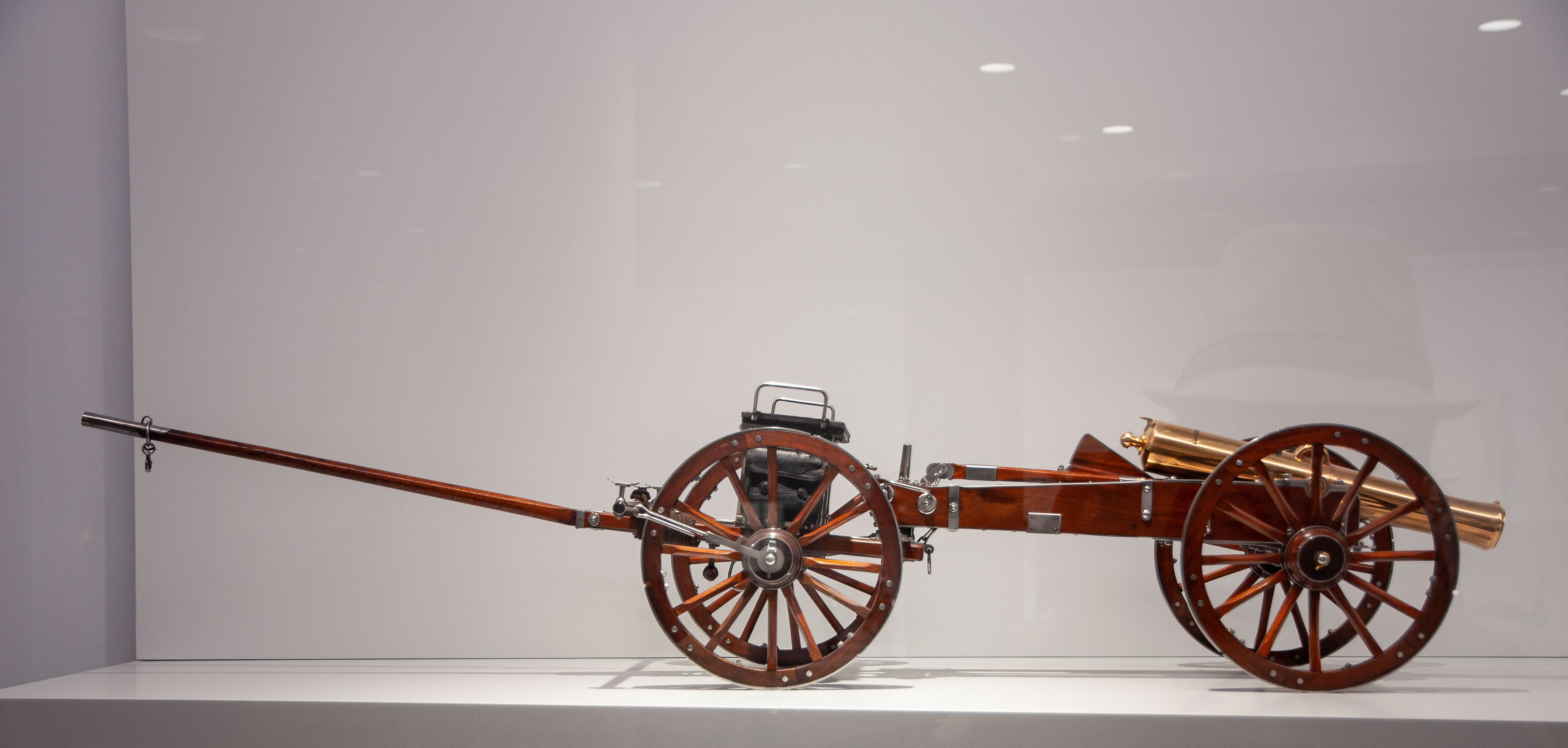
Voiture-pièce de canon de campagne.
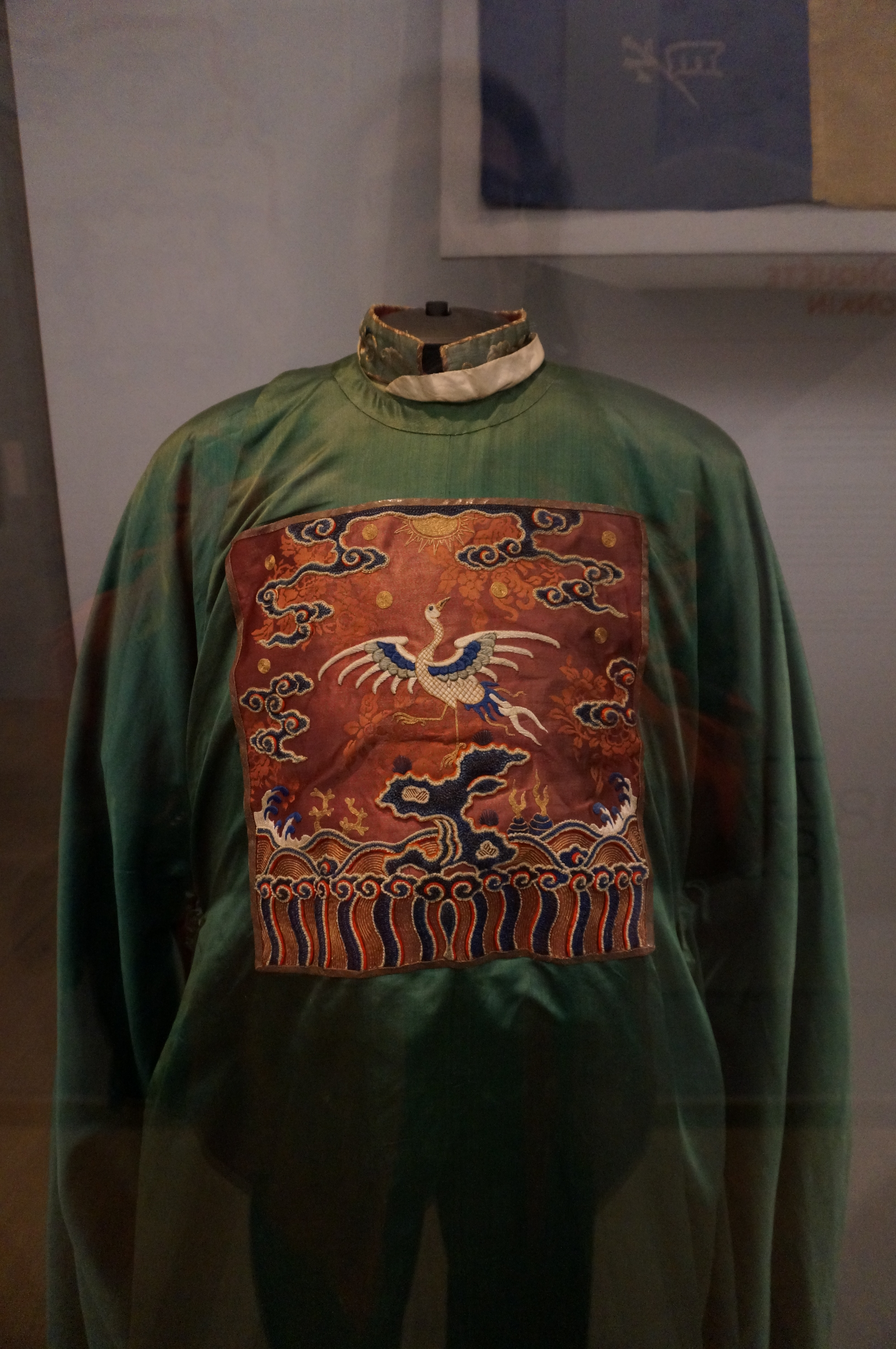
Costume mandarin capturé lors de la Bataille d'Hanoï par le Capitaine de vaisseau Francis Garnier.
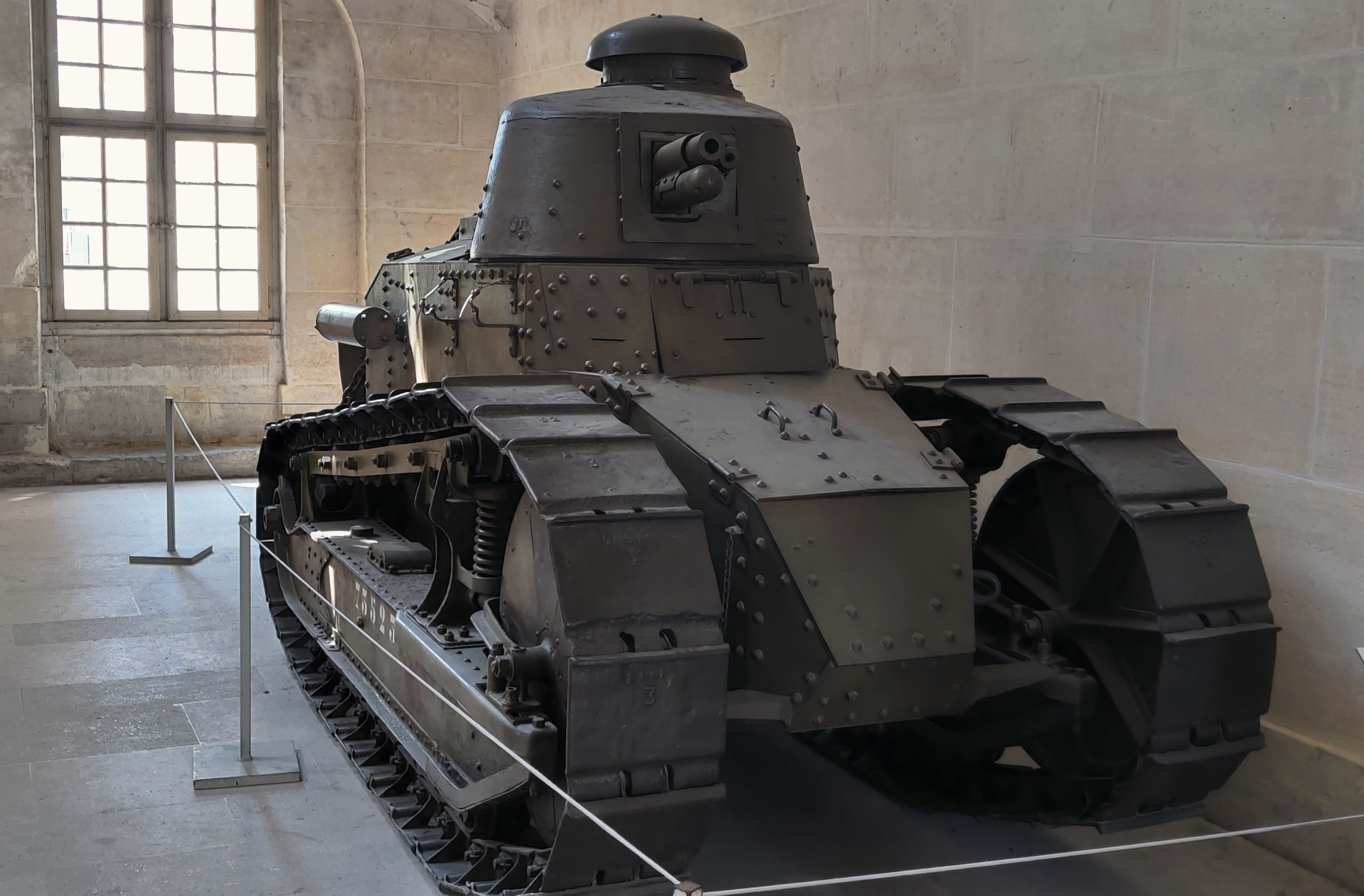
Char Renault FT
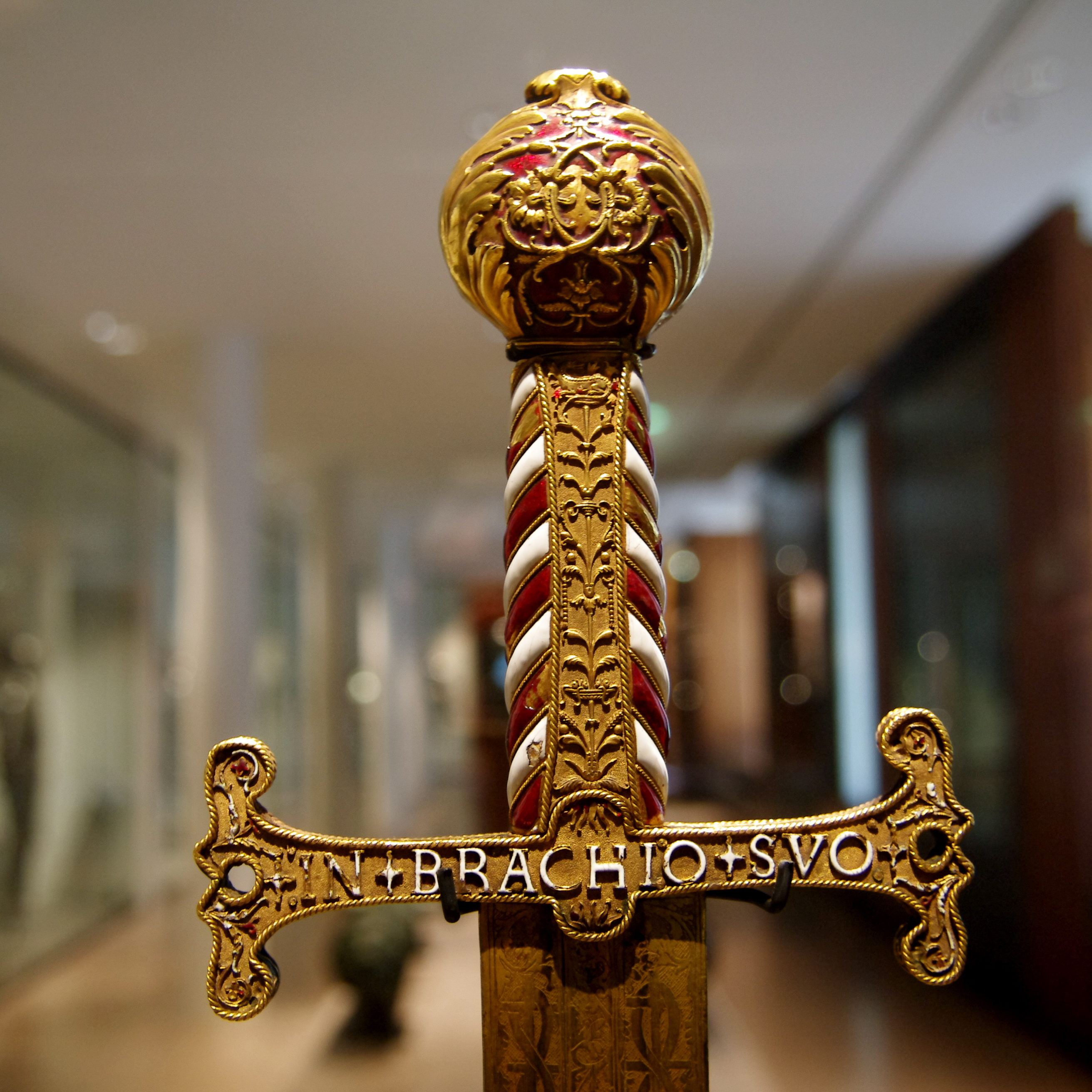
Epée de François Ier pris par les espagnols à la Bataille de Pavie et récupérée par la Grande Armée de Napoléon.
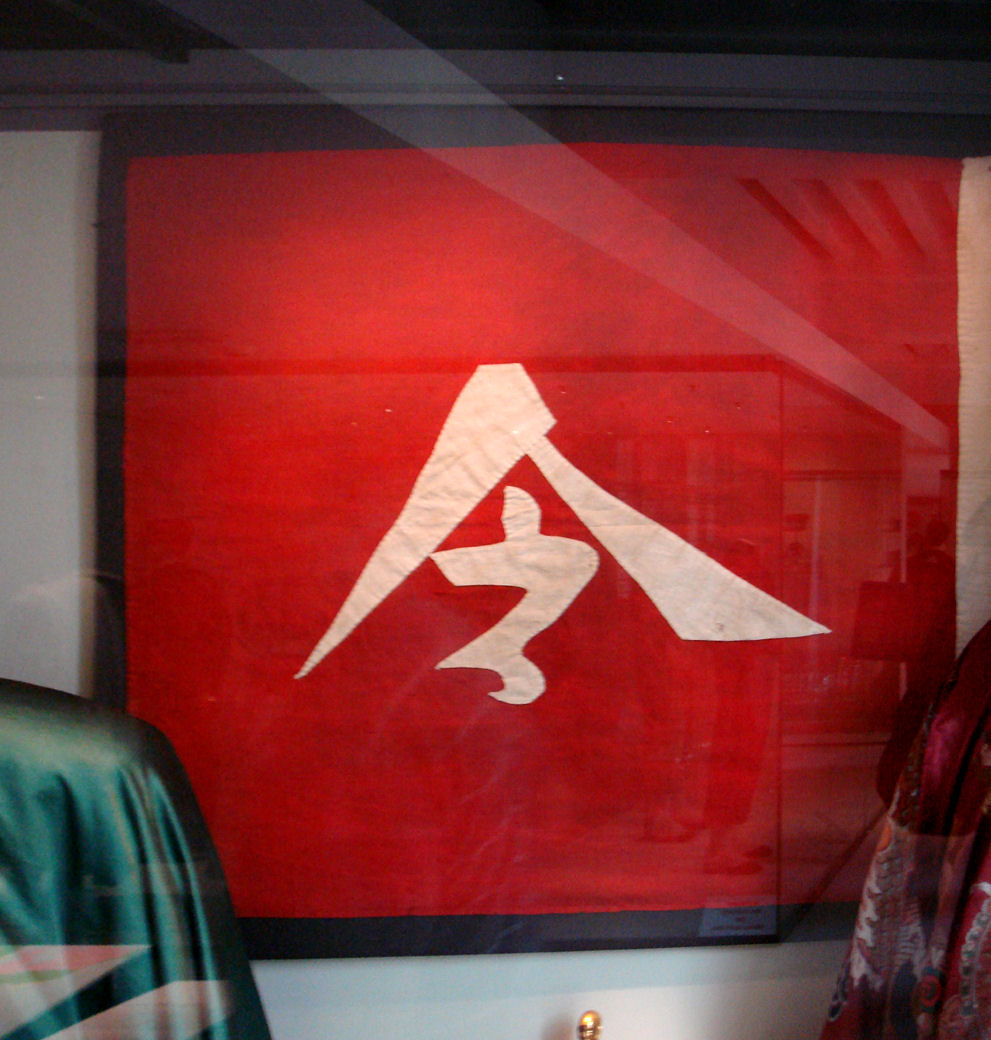
drapeau du Pavillons noirs capturé à la bataille de Hoa Moc.
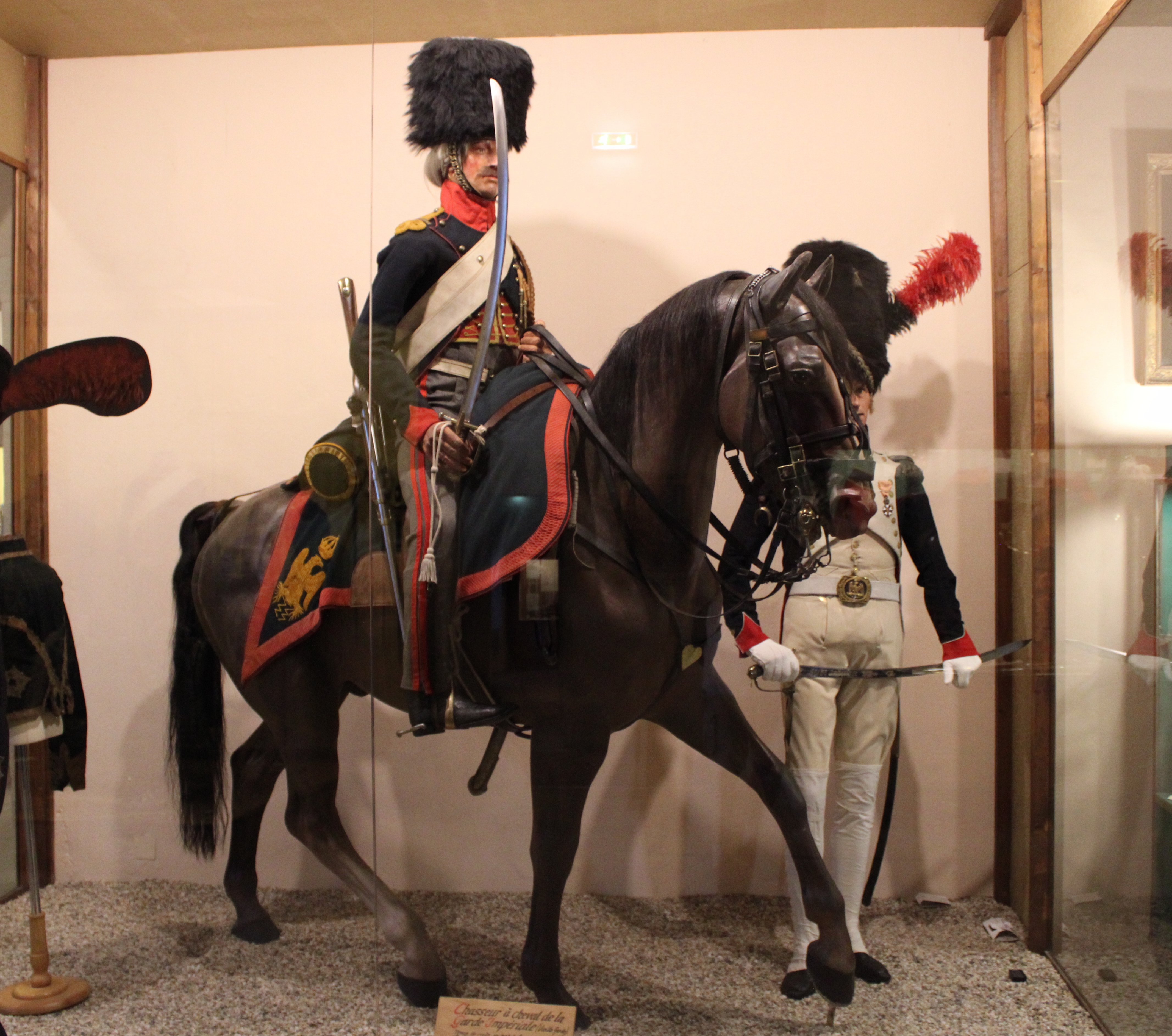
Chasseurs à cheval de la Garde et officier du 1er régiment de chasseurs à pied de la Garde, l'Emperi.

## Les départements thématiques et de recherche
- Le département des Beaux-Arts et du Patrimoine[24] : ce département conserve les collections de peintures, de sculptures, d'arts graphiques et photographiques. Il conserve 2 500 peintures, 950 sculptures, 9 000 dessins, 20 000 estampes et affiches et environ 60 000 photographies (30 000 tirages, 20 000 plaques de verre, 4 500 négatifs souples et 400 albums photographiques). Les collections se sont ouvertes récemment à la photographie contemporaine par des acquisitions auprès de photojournalistes ou d'artistes plasticiens tels que Éric Bouvet[25], Yan Morvan, Philippe de Poulpiquet, José Nicolas, Willy Rizzo, Emeric Lhuisset, Édouard Elias, Carole Fékété, etc.
- la médiathèque d'étude et de recherche a rouvert au public dans de nouveaux espaces le 6 mars 2018. Elle conserve plus de 30 000 ouvrages, 600 périodiques, dont 250 titres vivants, des livres et manuscrits anciens, rares et précieux du XVIe siècle à nos jours ainsi que des archives. Ses thématiques couvrent principalement le domaine des armes, des armures, de l’artillerie, des uniformes et équipements, des emblèmes, de la musique militaire et de l’iconographie du fait militaire[26]. La médiathèque assure également la couverture photographique des collections par des photographes professionnels[27].

Deux autres musées sont présents sur le site des Invalides. Ils possèdent une billetterie commune avec le musée de l'Armée :
- le Musée des Plans-reliefs, présentant 28 des 112 maquettes monumentales de villes fortifiées de la collection, qui retracent 300 ans d’histoire et de stratégie militaires. Il dépend du Ministère de la Culture ;
- le Musée de l’Ordre de la Libération, créé en 1967 puis rénové entre 2012 et 2016, il est consacré à l’ordre fondé par de Gaulle en 1940 et aux compagnons de la Libération. Les collections se divisent en trois parties : la France libre, la Résistance intérieure et la Déportation[28].

## Les ateliers de restauration
Le musée de l’Armée dispose également de trois ateliers de restauration et de conservation préventive des collections depuis 1977 :
- atelier textile : créé à l'initiative du général de brigade Henri d’Avout d’Auerstaedt, directeur du musée, l'atelier textile était, à son origine, entièrement consacré aux emblèmes militaires. Depuis, ses missions se sont étendues à l'ensemble des collections textiles du musée de l'Armée. Les interventions consistent à restaurer, nettoyer et consolider puis mannequiner sur des bustes de couturières rembourrés. En revanche, certaines détériorations telles que des déchirures, plis ou trous doivent être conservées afin de restituer l'histoire de l'objet[30].
- atelier métal : les collections du musée de l'Armée étant variée, l'atelier métal intervient sur un grand nombre de pièces : de l'orfèvrerie, des armes à feu, des armes blanches, des modèles d'artilleries et des armures. La plupart des interventions consistent à nettoyer les objets de collections : enlever les graisses et la poussière ou éliminer la corrosion. L'atelier métal réalise également des socles et des supports pour les expositions temporaires[31].
- atelier cuir : les objets à composante cuir sont très nombreux dans les collections du musée de l'Armée : chaussures, cartouchière, harnachement etc. Lorsque la restauration ne suffit plus, l'atelier cuir est en mesure de remplacer les pièces abîmée grâce aux techniques et outils de maroquinerie et sellerie traditionnelle[32].

## Les acquisitions du musée de l'Armée
Afin de remplir l'une de ses missions principales, qui est de conserver la mémoire de l'histoire militaire française, le musée de l'Armée doit assurer l'enrichissement de ses collections. Depuis 2009, le musée de l’Armée rend accessible à tous, le bilan annuel de ses acquisitions dans son rapport d'activité, ainsi que sur son portail des collections.
- Année 2020 : 470 œuvres acquises[33], dont :
  - France Forever d'Alexander Calder, mobile, 1,80 × 1,70 m, 1942. Achat par mécénat auprès de la galerie Malingue
  - Pistolet à rouet, François Poumerol, ancienne collection de la Couronne, vers 1620. Acquisition auprès des héritiers du collectionneur William Keith Neal
  - Napoléon sortant du tombeau, d'après Horace par le Studio del mosaïco Vaticano, micro-mosaïque, 0,64 × 0,55 m, 1869. Achat auprès d'une galerie
  - Tombeau à système de l'Empereur Napoléon Ier par Eugène Quesnel, statuette, 0,335 × 0,21 m, 1840-1860. Achat
  - Tombeau de Joseph Napoléon Bonaparte aux Invalides par Alphonse-Nicolas Crépinet, dessin,

0,375 × 0,27 m, 1863-1864. Achat
- Sabre des gardes de l'Assemblée Nationale, 0,89 × 0,73 m, 1791-1792. Achat
- Auguste Pierlot, invalide de guerre par Louis-Auguste Bisson, daguerréotype, 0,11 × 0,06 m, 1847. Achat
- Fanion du Vietminh, emblème, 0,585 × 0,51 m, XXe siècle. Don d'un particulier
- Insigne du 43e pèlerinage militaire international, 0,05 × 0,45 m, 2001. Don d'un particulier

Le graphique qui aurait dû être présenté ici ne peut pas être affiché car il utilise l'ancienne extension Graph, désactivée pour des questions de sécurité. Des indications pour créer un nouveau graphique avec la nouvelle extension Chart sont disponibles ici.

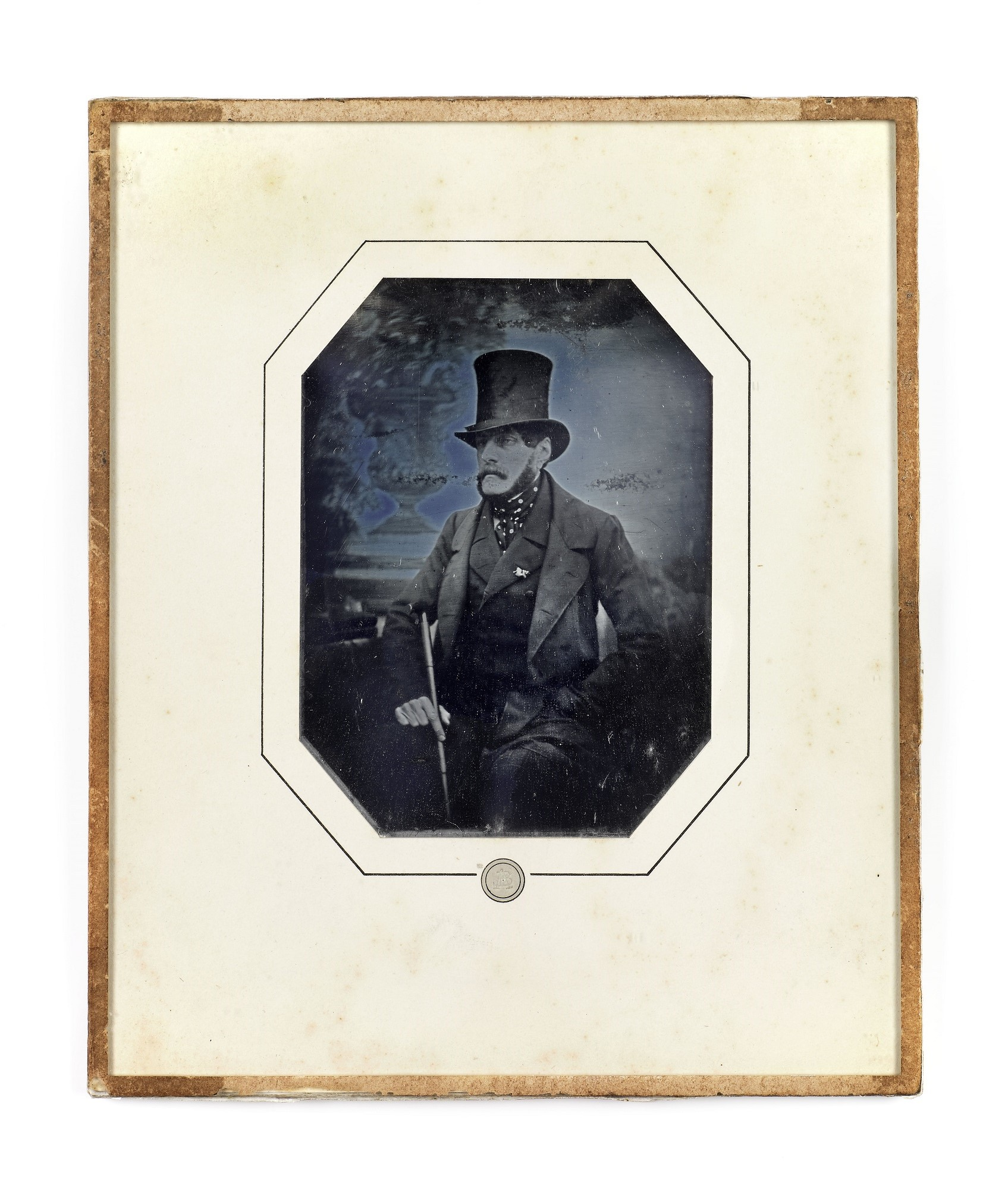
Auguste Pierlot, invalide de guerre par Louis-Auguste Bisson, daguerréotype, 0,11 × 0,06 m, 1847
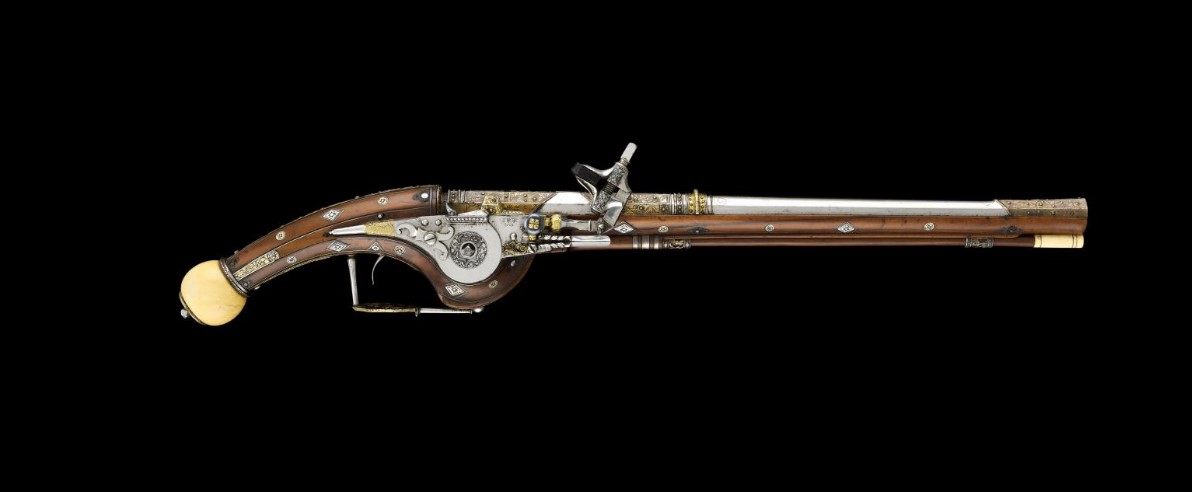
Pistolet à rouet, François Poumerol, ancienne collection de la Couronne, vers 1620. Acquisition auprès des héritiers du collectionneur William Keith Neal

## Œuvres

### Peintures
La collection comprend notamment 2 500 tableaux, dont 164 exposés en salle, tels que :
- Portrait équestre du roi Henri IV devant le siège d’une ville, huile sur bois, par Marin Bourgeois vers 1594[36].
- La Défaite des Anglais en l’île de Ré par l’armée française le 8 novembre 1627, huile sur toile, par Laurent de La Hyre vers 1627-1628[37].
- Louis II de Bourbon, duc d’Enghien, devant Rocroi, huile sur toile, par Juste d'Egmont en 1645[38].
- Louis II de Bourbon, duc d’Enghien, reçoit la reddition de Dunkerque, en octobre 1646, huile sur toile, par Jean Tassel vers 1646-1647[39].
- La Bataille de Seneffe, huile sur toile, par Adam François van der Meulen dernier quart du XVIIe siècle[40].
- Louis XIV, roi de France et de Navarre, huile sur toile, par Hyacinthe Rigaud vers 1701[41].
- Saint Louis déposant son épée aux pieds du Christ, huile sur toile (esquisse ou riccordo), par Charles de La Fosse vers 1702-1705
- Établissement de l'hôtel royal des Invalides, 1674, huile sur toile (carton de tapisserie), par Pierre Dulin vers 1710-1715[42].
- La Bataille de Fontenoy, le 11 mai 1745, huile sur toile, par Pierre Lenfant vers 1750-1760.
- Joachim Murat en maréchal de l’Empire, huile sur toile, 243,4 x 168,5 cm, par François Gérard en 1805[43].
- Napoléon Ier sur le trône impérial, huile sur toile, par Jean-Auguste-Dominique Ingres en 1806[44].
- Le Mamelouk Roustam Raza, huile sur toile, par Jacques-Nicolas Paillot de Montabert en 1806[45].
- Le Général Lasalle recevant la capitulation de la garnison de Stettin le 30 octobre 1806, huile sur toile, par Antoine-Jean Gros en 1808[46].
- Marie Laczinska (1786-1817), comtesse Waleska, puis comtesse d’Ornano, huile sur toile, par François Gérard vers 1810[47].
- Le Général de Lariboisière faisant ses adieux à son fils, lieutenant au 1er régiment de carabiniers, au début de la bataille de la Moskowa le 7 septembre 1812, huile sur toile, par Antoine-Jean Gros en 1814.
- Nicolas Joseph Maison (1771-1840), maréchal de France, huile sur toile, par Léon Cogniet en 1830.
- Combat de Laubressel (Troyes), le 3 mars 1814, huile sur toile, par Jean-Charles Langlois vers 1830.
- Napoléon Ier à Fontainebleau le 31 mars 1814, huile sur toile, par Paul Delaroche en 1840[48].
- L’Empereur Napoléon III passe en revue des cuirassiers, huile sur toile, par Alfred de Dreux en 1858.
- Siège de Sébastopol, chasseurs à pied de la Garde impériale à la tranchée du Mamelon-Vert, huile sur toile, par Alphonse de Neuville vers 1861[49].
- Napoléon Ier en 1814, huile sur toile (grisaille), par Ernest Meissonier en 1863.
- Défense de la porte de Longboyau, au château de Buzenval, le 21 octobre 1870, huile sur toile, par Alphonse de Neuville en 1879.
- Remise de ses nouveaux drapeaux et étendards à l'armée française sur l'hippodrome de Longchamp, le 14 juillet 1880, huile sur toile, par Édouard Detaille vers 1880-1881.
- Fantassins dans un chemin creux, fragment du panorama de la bataille de Champigny, huile sur toile, par Édouard Detaille en 1882-1883[50].
- Officiers supérieurs et généraux, et membres du gouvernement de la Défense nationale, 1870-1871, huile sur toile par Henri Gervex et Alfred Stevens en 1889[51].
- En batterie ou mise en batterie du régiment monté de l’artillerie à cheval de la Garde impériale, huile sur toile, par Édouard Detaille en 1890.
- Le Soir d’Iéna, 8 octobre 1806 ou La victoire est à nous !, huile sur toile, par Édouard Detaille en 1894.
- Le Factionnaire, huile sur bois, par Édouard Detaille vers 1900[52].
- L'ambulance de la gare de Poitiers, huile sur toile, par Henri Gervex en 1915[53].
- La Borne, huile sur toile, par Jean-Louis Forain en 1916.
- Verdun, huile sur toile, par Félix Vallotton en 1917[54].
- La Gare de l’Est, 1917, huile sur toile, par Maximilien Luce en 1917[55].
- Cimetière de Benay, près Saint-Quentin, huile sur toile, par Maurice Denis en 1917[56].

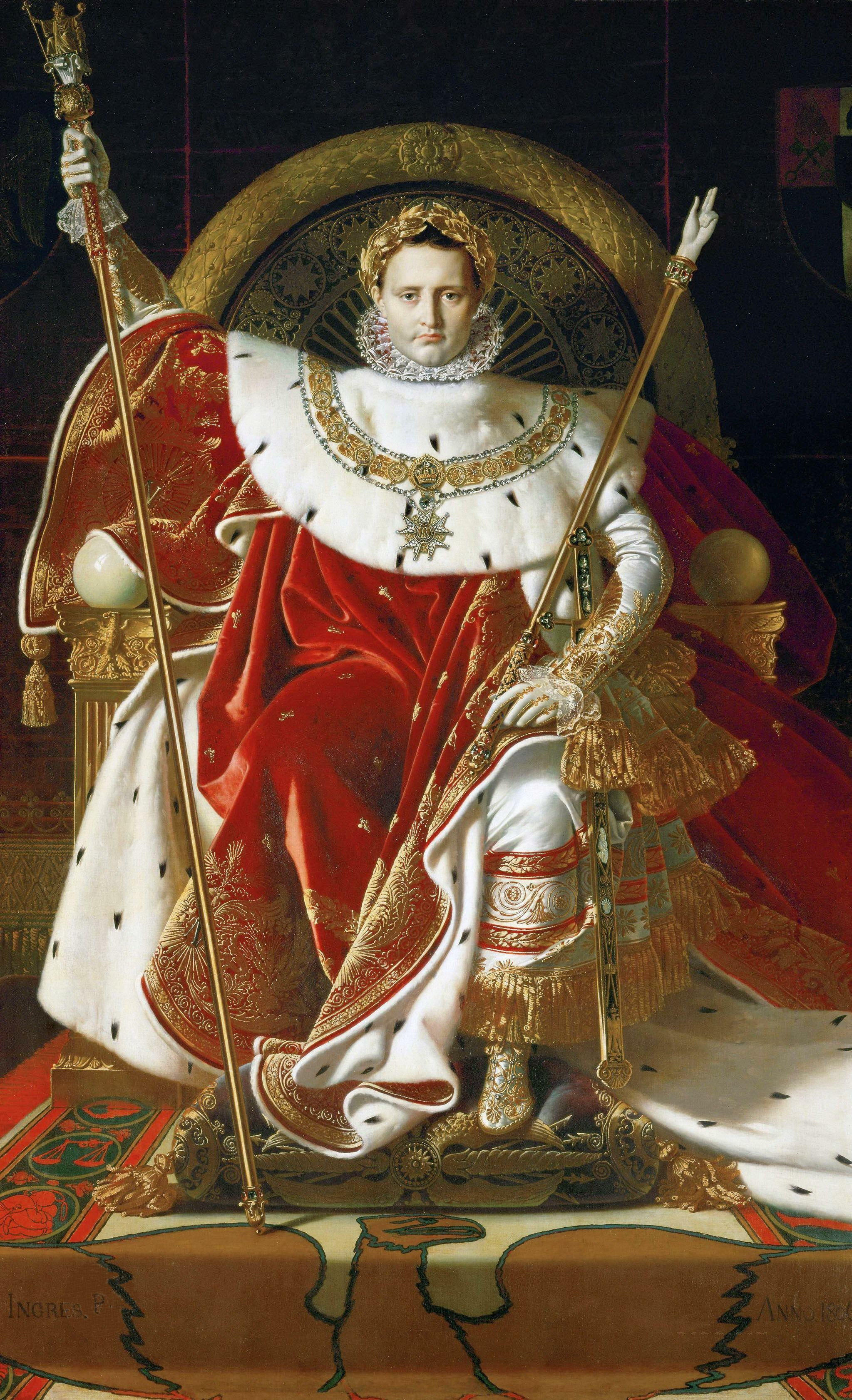
Napoléon Ier sur le trône impérial peint par Jean-Auguste-Dominique Ingres (1806).
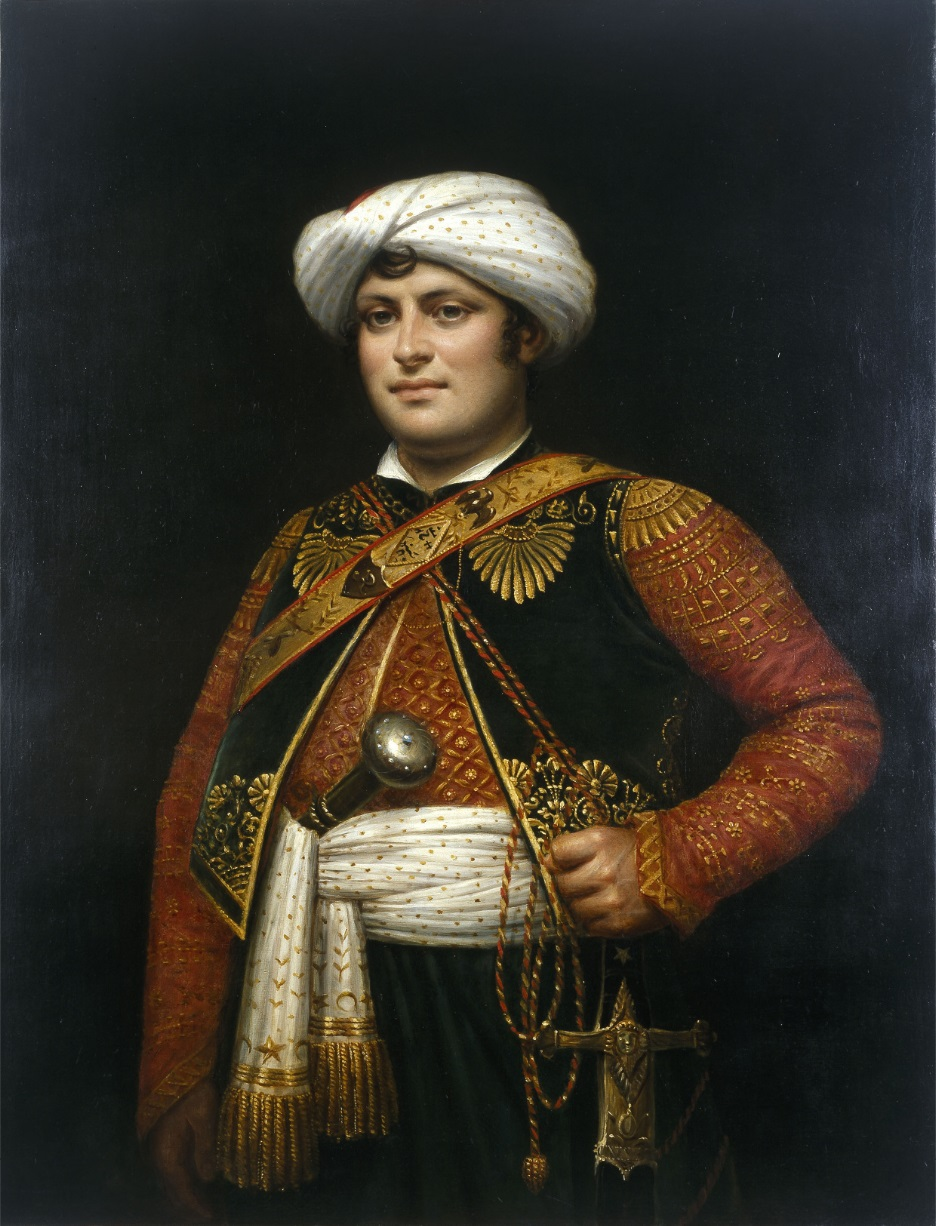
Le Mamelouk Roustam Raza peint par Jacques-Nicolas Paillot de Montabert (1806).
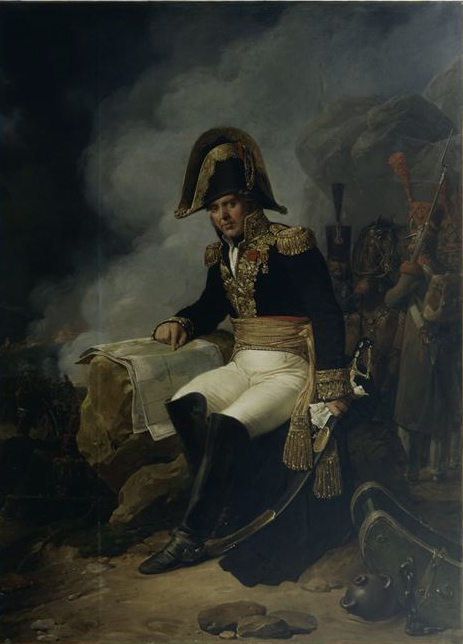
Le général Bernard Georges François Frère (1764-1826) peint par Nicolas Gosse (1808).
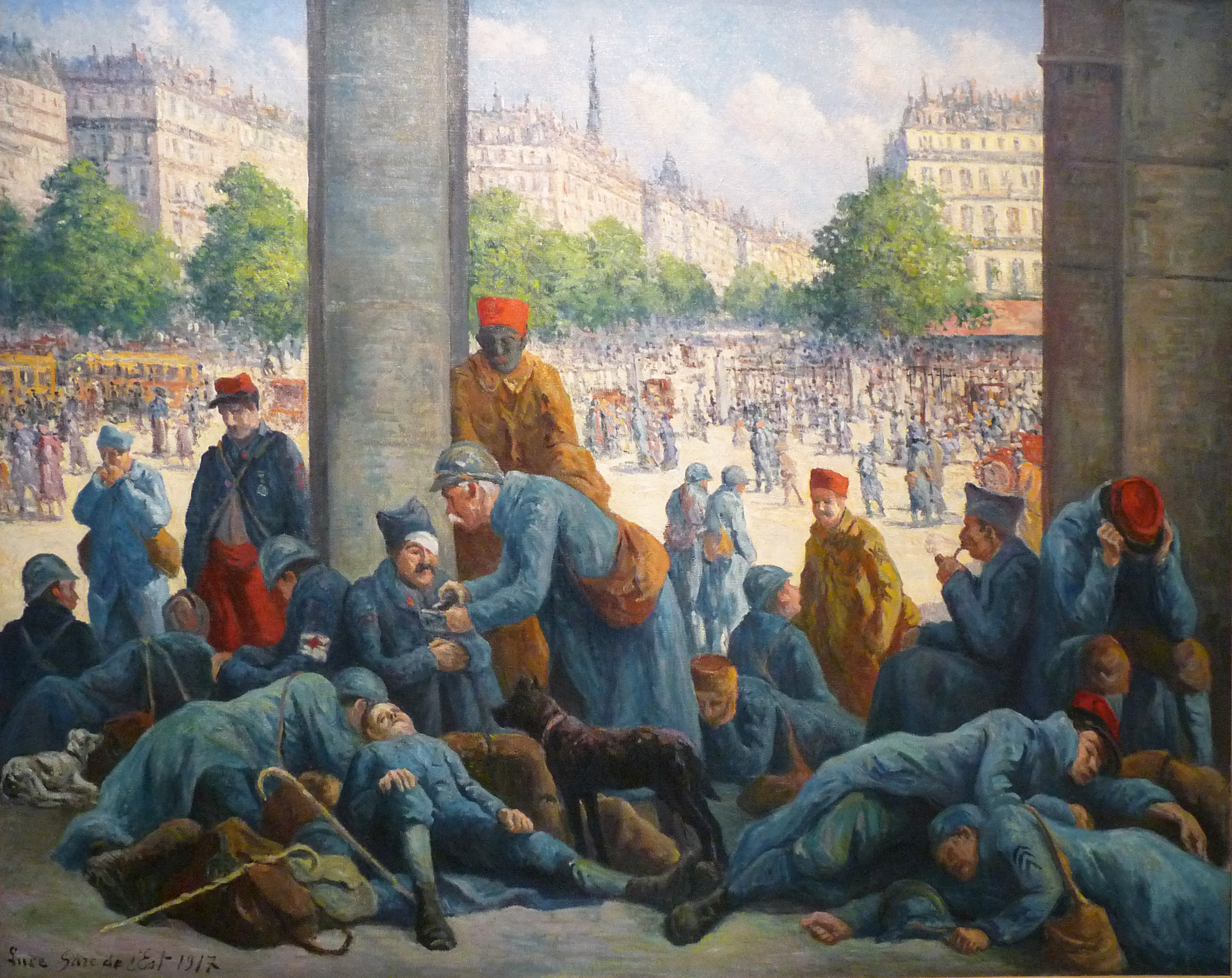
La Gare de l’Est, 1917, peint par Maximilien Luce (1917).
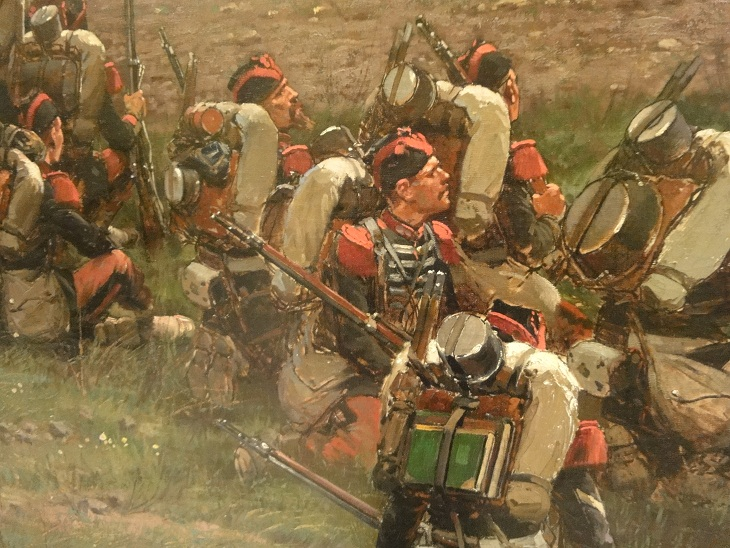
Bataille de Rezonville par Édouard Detaille
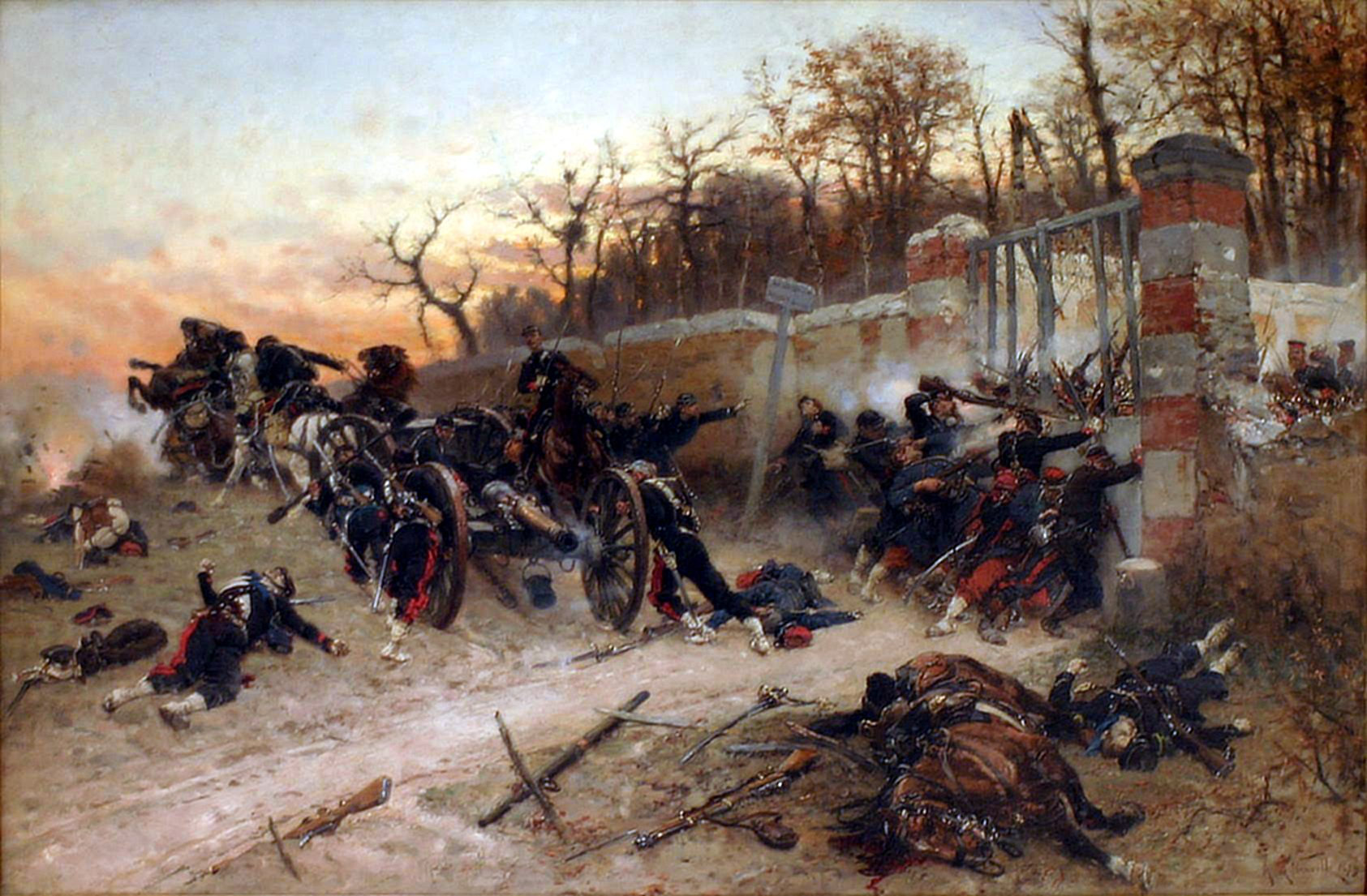
défense de la porte de Longboyau, Alphonse de Neuville
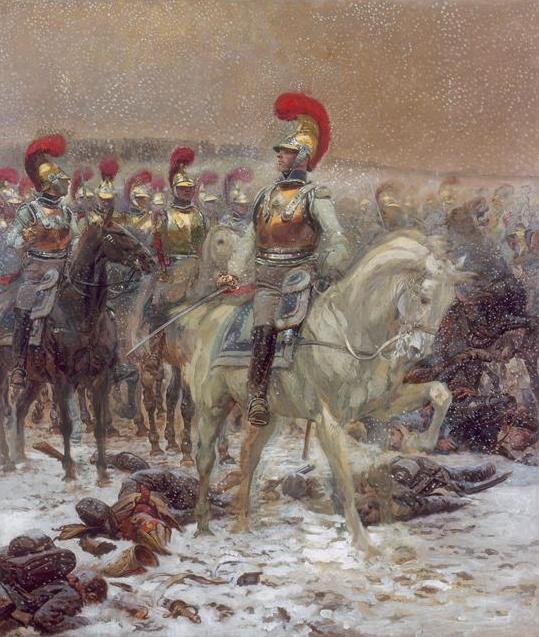
Carabiniers en Russie, l'Emperi

## Directeurs
- Général de division Gustave Léon Niox : 1905-1919.
- Général de brigade Gabriel Malleterre : 1919-1923.
- Général de brigade Augustin Eugène Mariaux : 1923-1944.
- Général de brigade Guy Pinon : juin-octobre 1944.
- Général de division Antoine Rodes : 1944-1951.
- Général de brigade Henry Blanc : 1951-1964.
- Général de brigade Maximin Maleplate : 1964-1966.
- Général de brigade Henri d’Avout d’Auerstaedt : 1966-1977.
- Général de brigade Georges Le Diberder : 1977-1984.
- Général de brigade Pierre Saint-Macary : 1984-1987.
- Général de corps d'armée Raymond Boissau : 1987-1992.
- Jacques Perot, conservateur général du patrimoine : 1992-1998.
- Général de corps d’armée Bernard Devaux : 1998-2003.
- Général de brigade Robert Bresse : 2003-2011.
- Général de division Christian Baptiste : 2011-2017.
- David Guillet (par intérim), conservateur général du Patrimoine : 2017.
- Général de division Alexandre d'Andoque de Sériège : 2017-2020.
- Général de division Henry de Medlege : 2020-2024
- Général de corps d'armée Yann Gravêthe : depuis 2024[57].

### Directeurs-adjoints
- Jean-Pierre Reverseau, conservateur général du Patrimoine : 2004-2009
- David Guillet, conservateur général du Patrimoine : 2009-2017
- Ariane James-Sarazin, conservatrice générale du Patrimoine : 2018-2023
- Ludovic Abiven : depuis 2023

## Société des Amis du Musée de l'Armée
La Société des Amis du Musée de l'Armée (SAMA) est créée en 1909 par la volonté du général Niox, premier directeur du musée de l'Armée, afin de contribuer au rayonnement et au développement du musée. Œuvrant discrètement, la Société des Amis du Musée a offert au musée plus de cent dons collectifs, et une multitude de dons personnels. Ces dons de tableaux, de documents, d'objets tels que des uniformes, armes, emblèmes, etc. sont entièrement financés par les cotisations de ses adhérents. Au-delà de ses dons, la SAMA mène de nombreuses actions d'informations à travers des conférences et des visites, ainsi que par l'édition d'une revue scientifique, deux fois par an, présentant l'évolution des collections du musée de l'Armée.

## Galerie

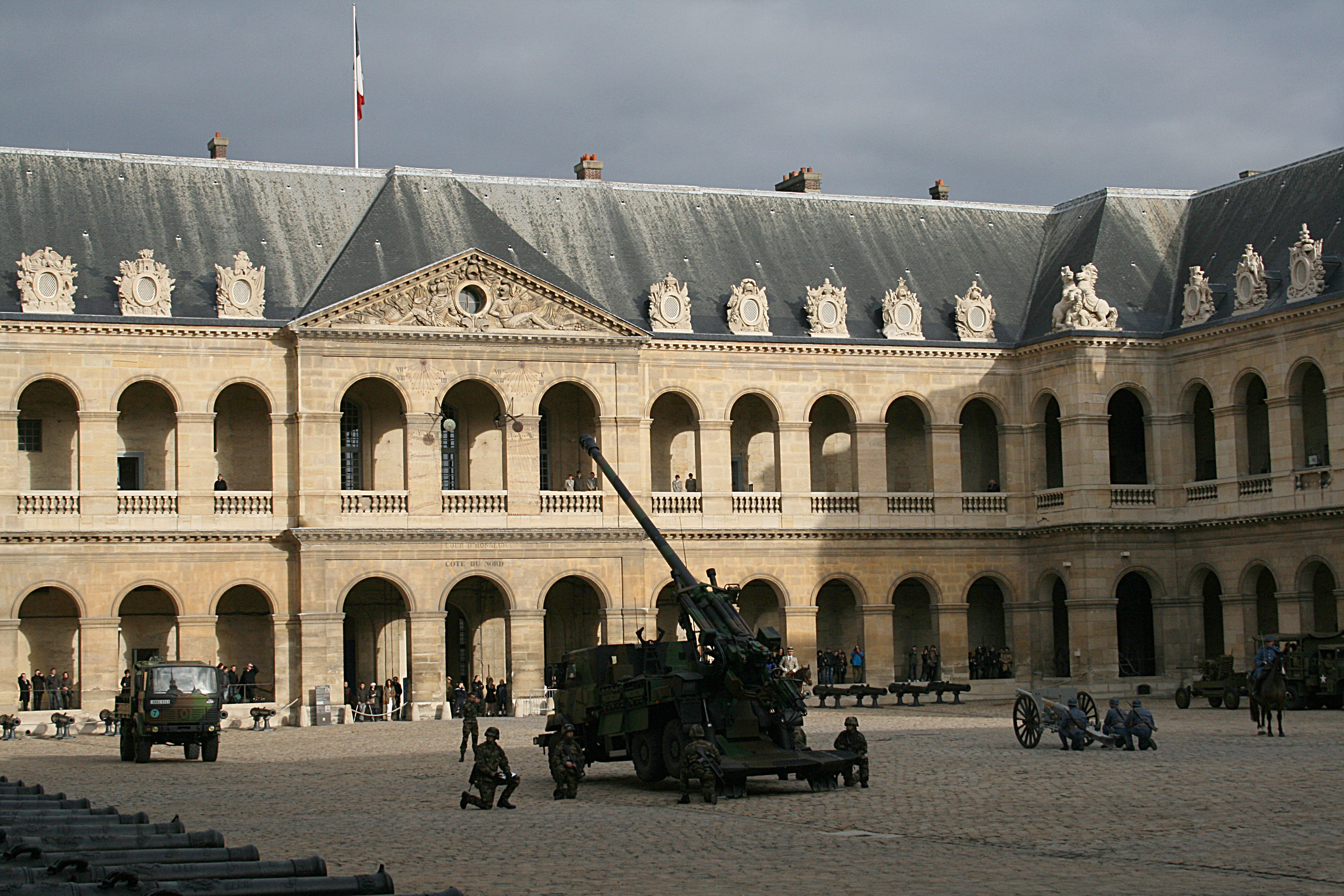
Fête de la Sainte-Barbe dans la cour d'honneur de l'hôtel des Invalides.
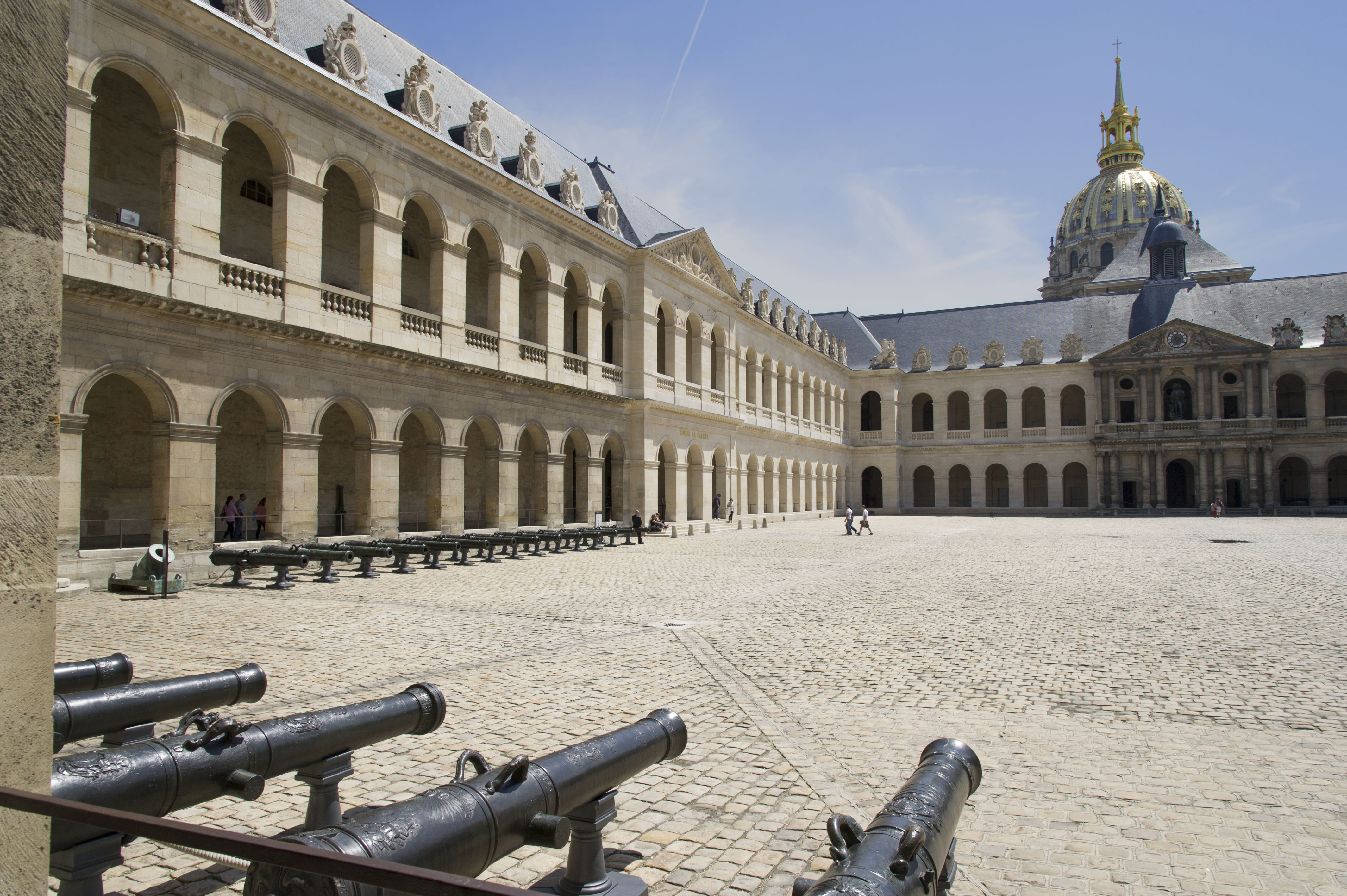
Cour d'honneur de l'hôtel des Invalides

## Expositions temporaires
2015 - 2016
- Chevaliers et bombardes. Du 7 octobre 2015 au 24 janvier 2016[59]

2018
- Napoléon stratège. Du 6 avril 2018 au 22 juillet 2018[60]

2019
- Les Canons de l'élégance. Du 10 octobre 2019 au 20 janvier 2020

2020
- Comme en 40... Du 17 septembre 2020 au 10 janvier 2021[61]
- Invalides : mémoires de guerre. Photographie de Philippe de Poulpiquet. Du 19 septembre au 28 février 2021[62]

2021
- Napoléon n'est plus. Du 19 mai au 31 octobre 2021[63]Exposition "Photographies en guerre"

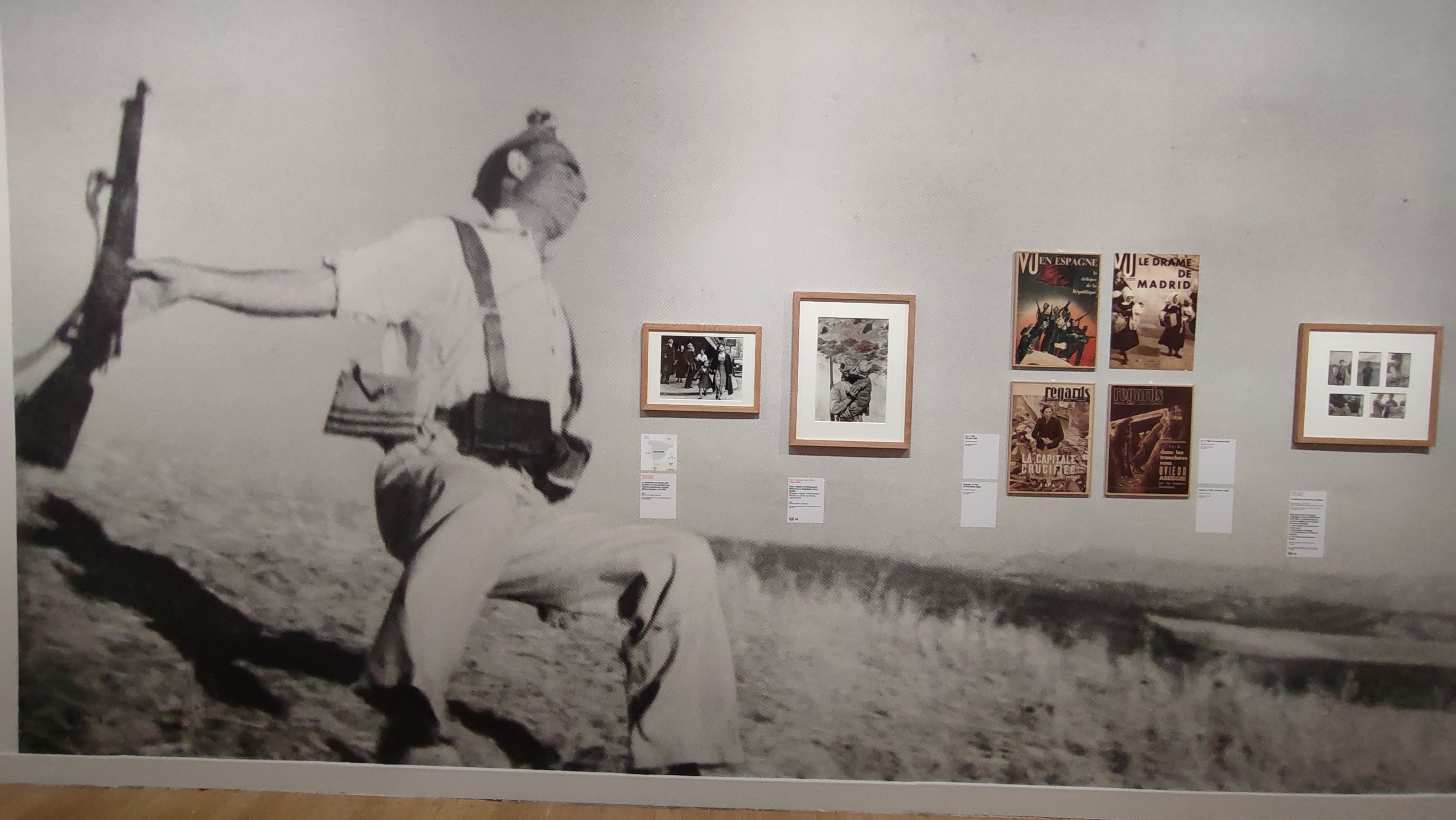
Exposition "Photographies en guerre"

- Napoléon ? Encore ! - De Marina Abramović à Yan Pei-Ming[64].

2022
- Photographies en guerre. Du 6 avril au 24 juillet 2022[65]
- Toute une histoire ! Les collections du musée de l'Armée. Du 14 mai au 18 septembre 2022[66]
- Forces spéciales. Du 12 octobre au 29 janvier 2023[67]

2023
- La Haine Des Clans. Guerres De Religion, 1559-1610. Du 5 avril 2023 au 30 juillet 2023[68]
- Victoire !. Du 11 octobre 2023 au 28 janvier 2024[69]

2024
- Duels. L'art du combat. Du 24 avril 2024 au 18 août 2024[70]

2025
- Un exil combattant. Les artistes et la France 1939-1945, du 26 février au 22 juin[71].

## Programmation
Au-delà des expositions temporaires, le musée propose plusieurs activités (visites guidées, conférences, projections cinéma...) et participe aux manifestations nationales et internationales comme les Journées européennes du patrimoine, la Nuit européenne des musées, la Nuit Blanche ou la fête militaire de la Sainte-Barbe.
Chaque année, le musée propose une quarantaine de concerts de musique classique et jazz interprétés par des artistes de notoriété internationale au sein de la cathédrale Saint-Louis des Invalides ou dans des espaces habituellement fermés au public.

## Fréquentation
| Millions de visiteurs par an |
| Le graphique qui aurait dû être présenté ici ne peut pas être affiché car il utilise l'ancienne extension Graph, désactivée pour des questions de sécurité. Des indications pour créer un nouveau graphique avec la nouvelle extension Chart sont disponibles ici . |

## Accessibilité
L'entrée se fait par le 129 rue de Grenelle, côté Esplanade des Invalides et 2 place Vauban, côté Dôme des Invalides. Le Musée est ouvert tous les jours de 10h à 18h. Nocturne jusqu’à 21h le mardi, en période d'exposition. Le site est desservi par les stations de métro Invalides, Varenne et La Tour-Maubourg (lignes 8 et 13) ainsi que par le RER à la gare des Invalides (ligne C du RER).